# نماد فرهنگی
نماد فرهنگی می‌تواند یک تصویر، سمبل ، آرم، نام، چهره، شخصیت، ساختمان یا چیزهای دیگری باشد که به سهولت، شاخص و برجسته می‌شود و به‌طور کلی چیزی یا طرز فکری را با یک مفهومِ وسیع فرهنگی به گروه فرهنگی بزرگی ارائه می‌دهد. ارائه یک شیء یا شخصیت ممکن است از این جهت حائز اهمیت باشد که وضع منحصر به فردی در بیان و ارائه مکان خاص یا دوره‌ای از تاریخ یا گروهی از مردم داشته باشد یا قشر خاصی از مردم آن را دوست بدارند یا برای آنها مهم باشد.
در رسانه‌ها گرایش روزافزونی بر این امر وجود دارد که جلوه‌های شناخته شده فرهنگ مردمی به عنوان یک نماد (Icon) توصیف شود.

## نمادها و شخصیت‌ها
افراد می‌توانند در رفتارها، پیروزی‌ها، نقش‌ها، اعتقادات و محکومیت‌هایشان به عنوان یک مظهر فرهنگی و نماد فرهنگی شناخته شوند.
روزنامهٔ تایم هند شرح می‌دهد:
چه‌گوارا، مایکل جکسون،  جیم موریسون، جان لنون، باب مارلی، بیتلز. این‌ها نام‌هایی هستند که هیچوقت از یاد نمی‌روند. محبوبیت این نام‌ها در هیچ نسلی کم نخواهد شد و آن‌ها تا ابد سمبل و نماد جوانان خواهند بود. بریتنی اسپیرزها، فیفتی سنتها و امینمها می‌آیند و می‌روند اما آن‌هایی [که نام بردیم] همیشه در ذهن می‌مانند.

## نمادهای کشورهای مختلف

### ایران

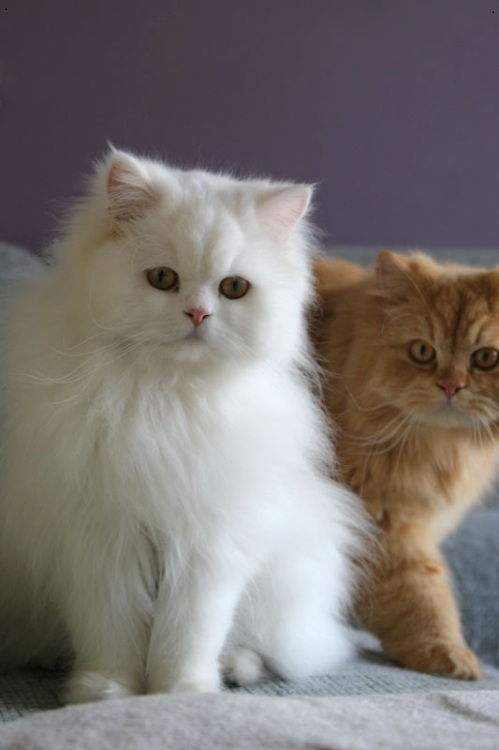
گربه ایرانی
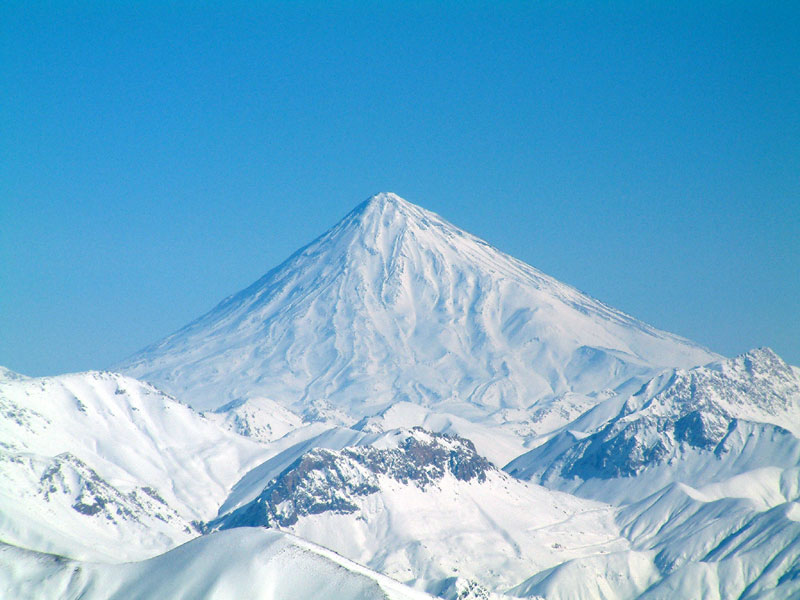
دماوند
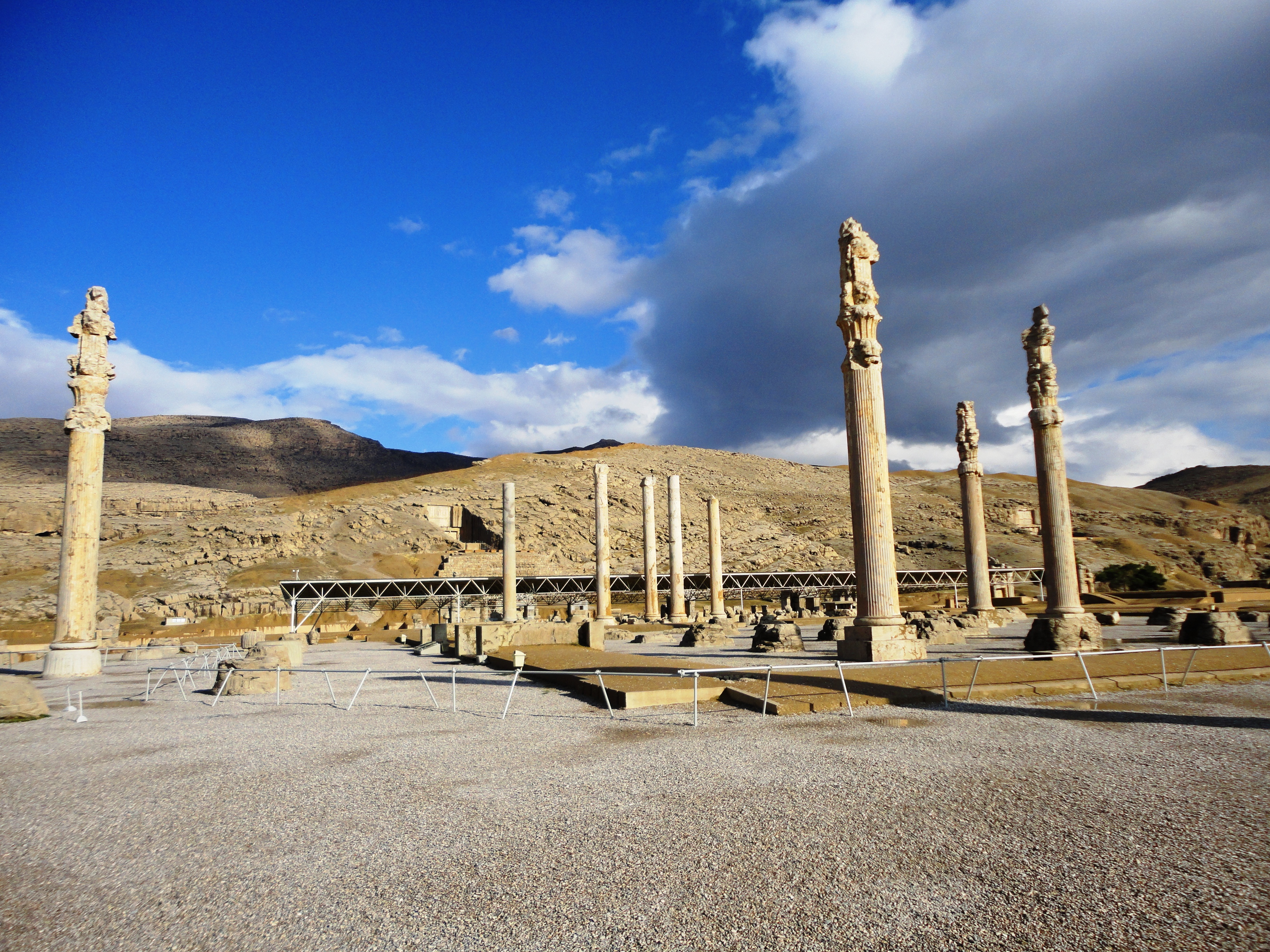
تخت جمشید
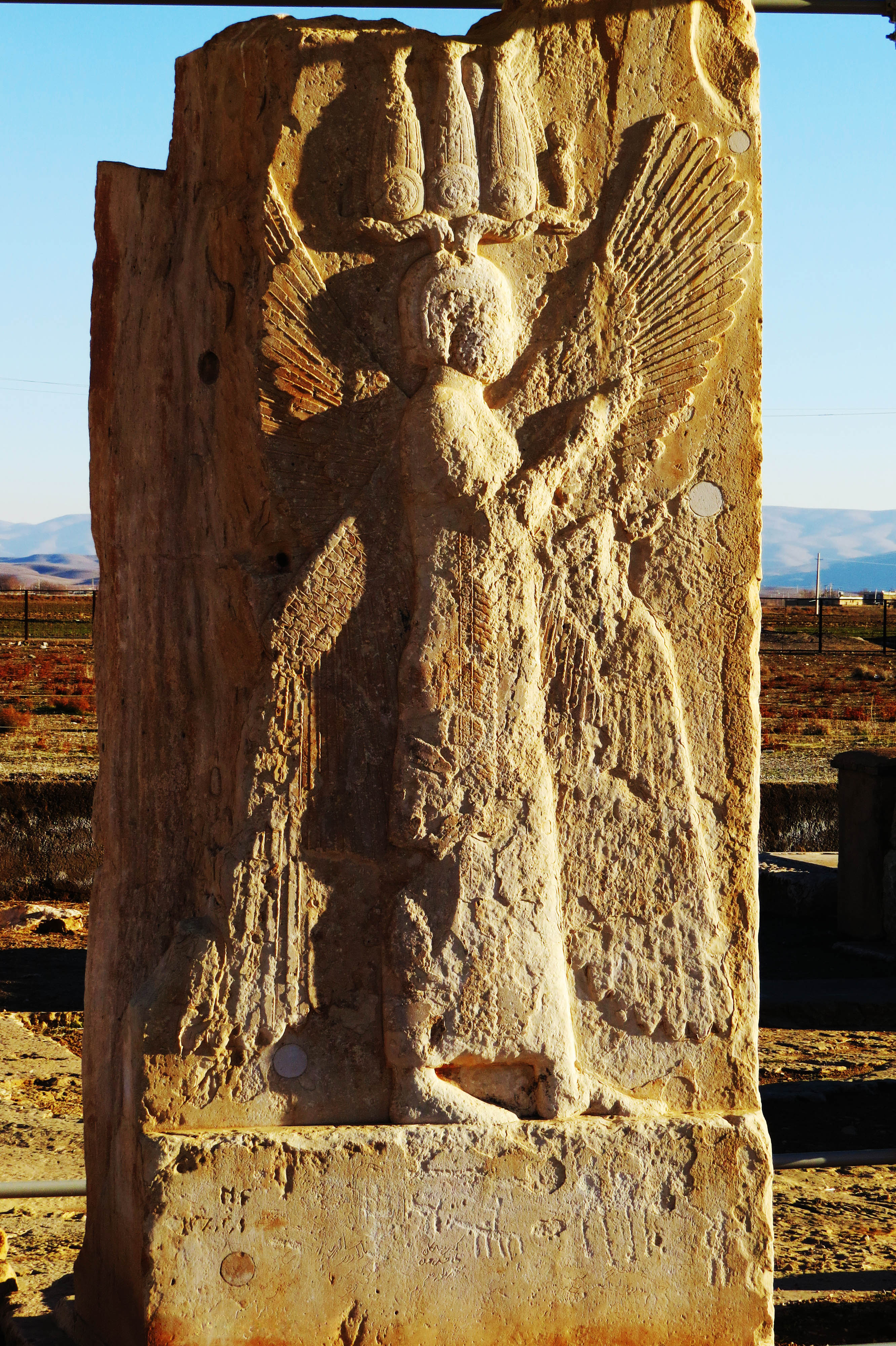
کوروش بزرگ
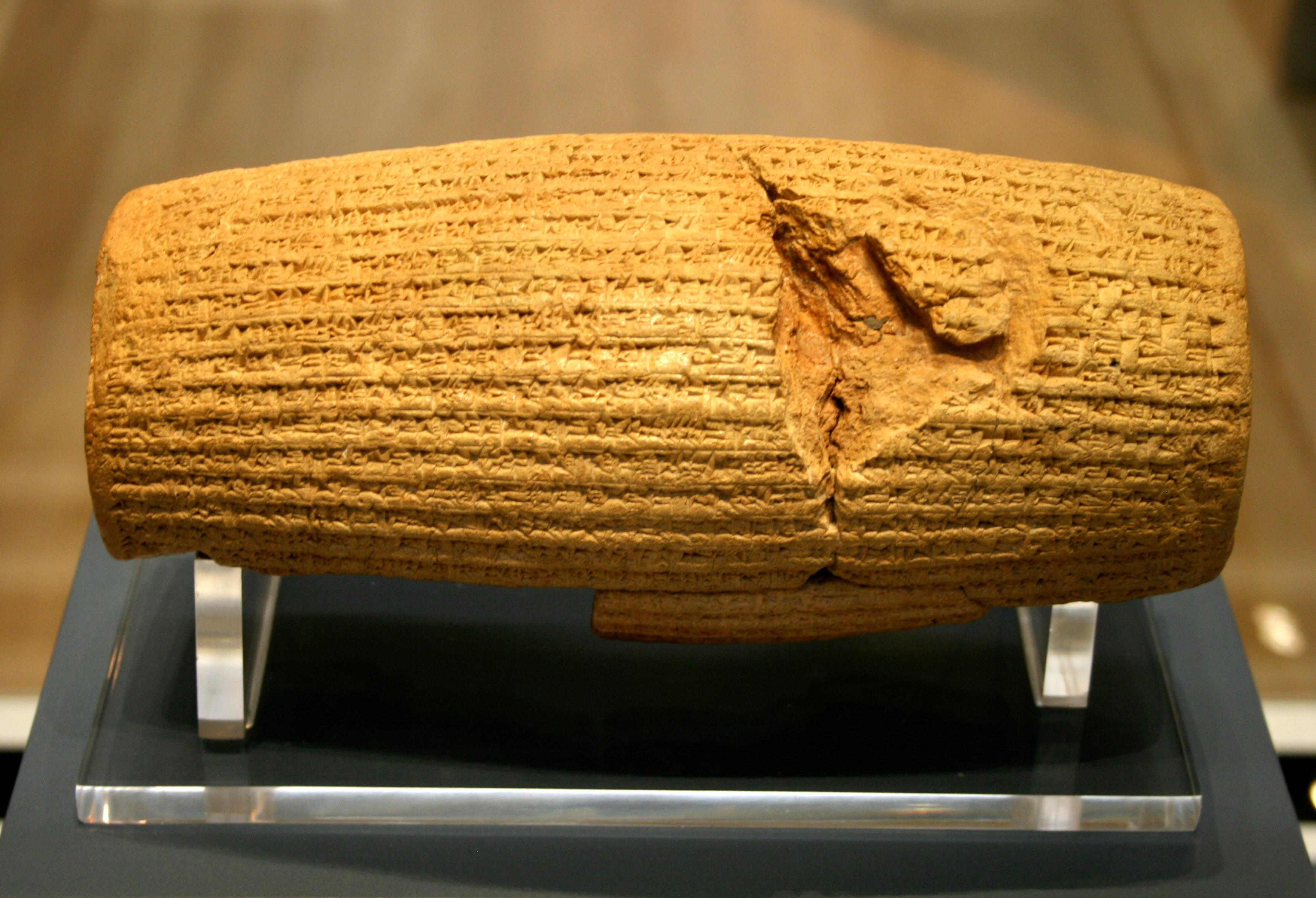
منشور حقوق بشر کوروش
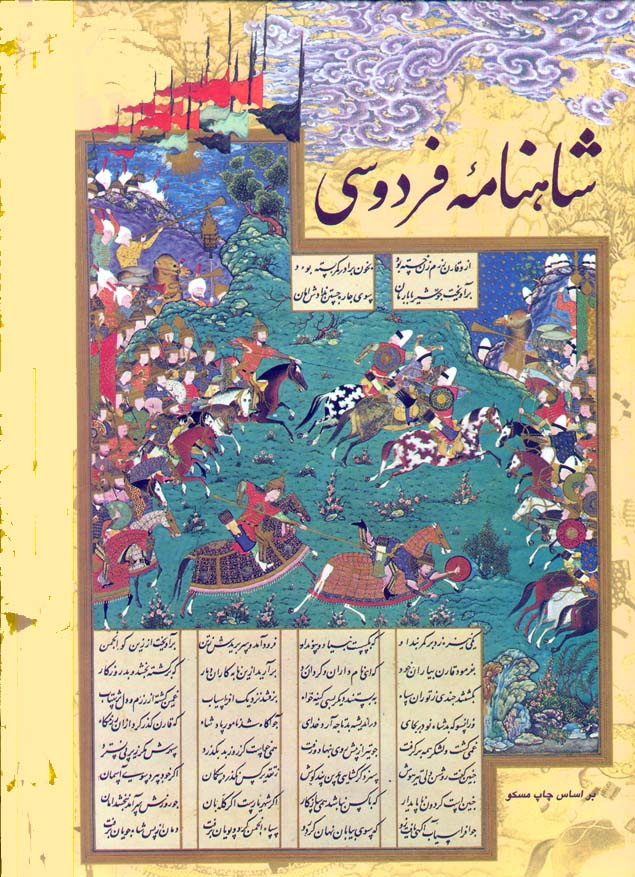
شاهنامه
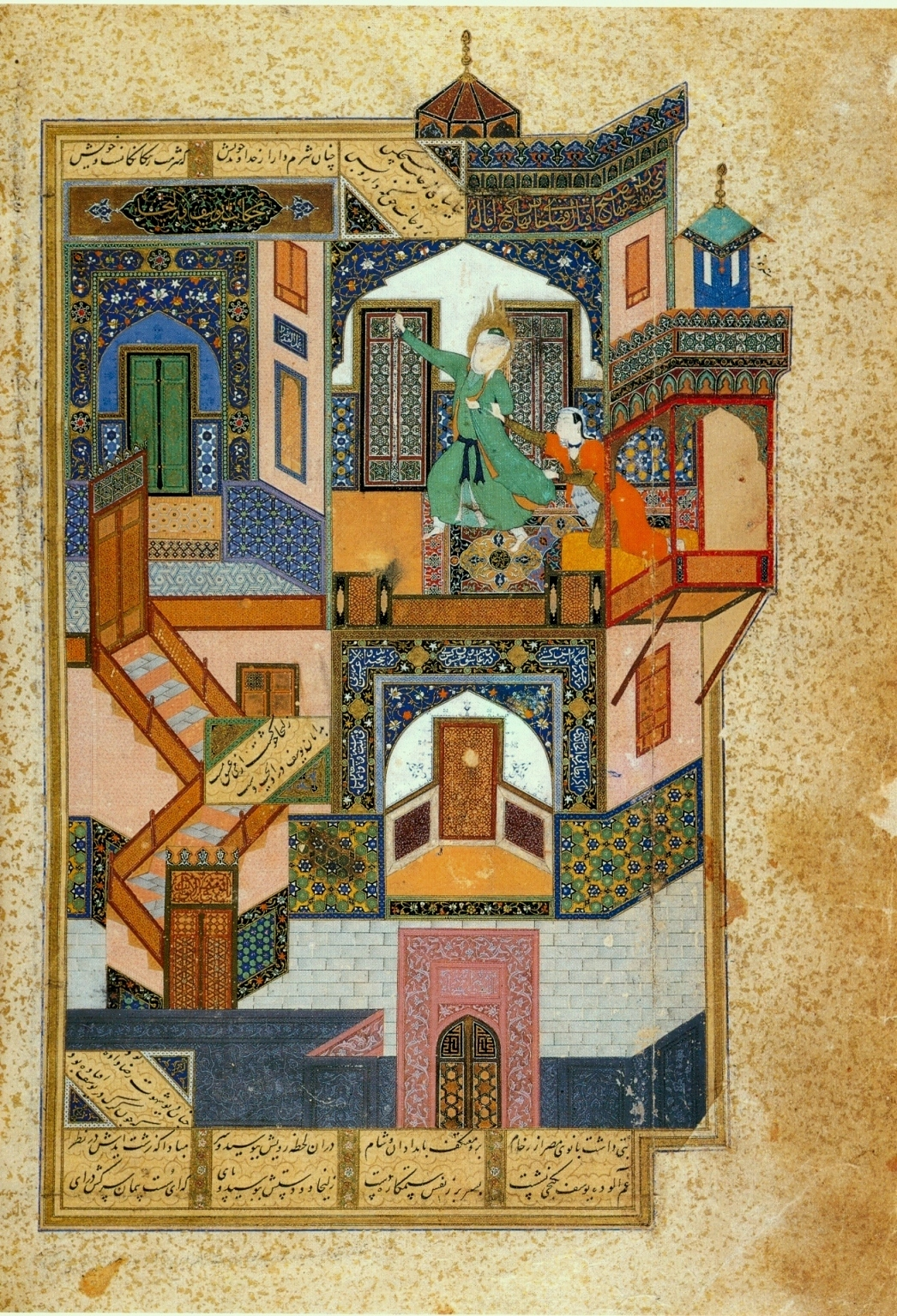
نگارگری ایرانی
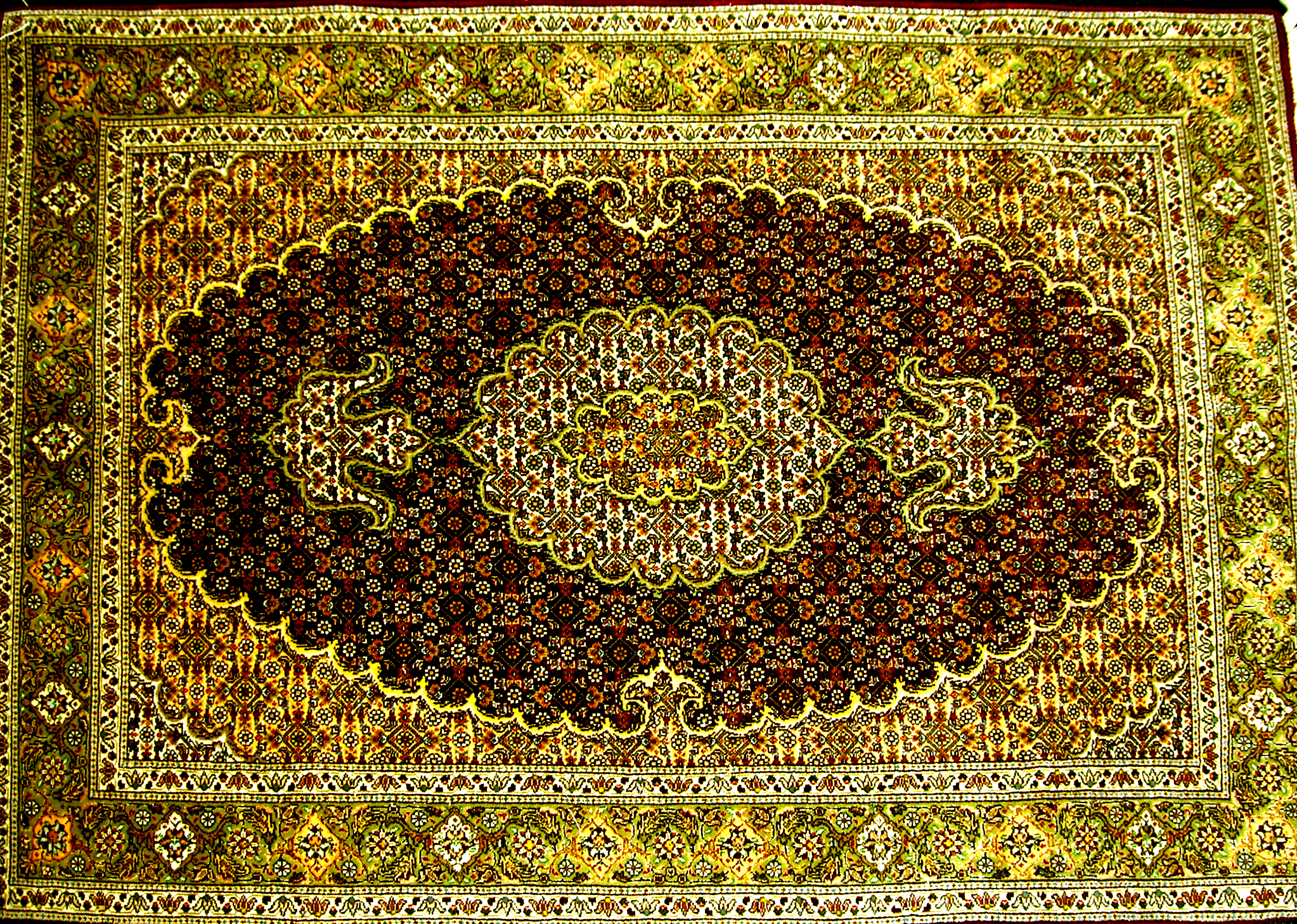
فرش ایرانی
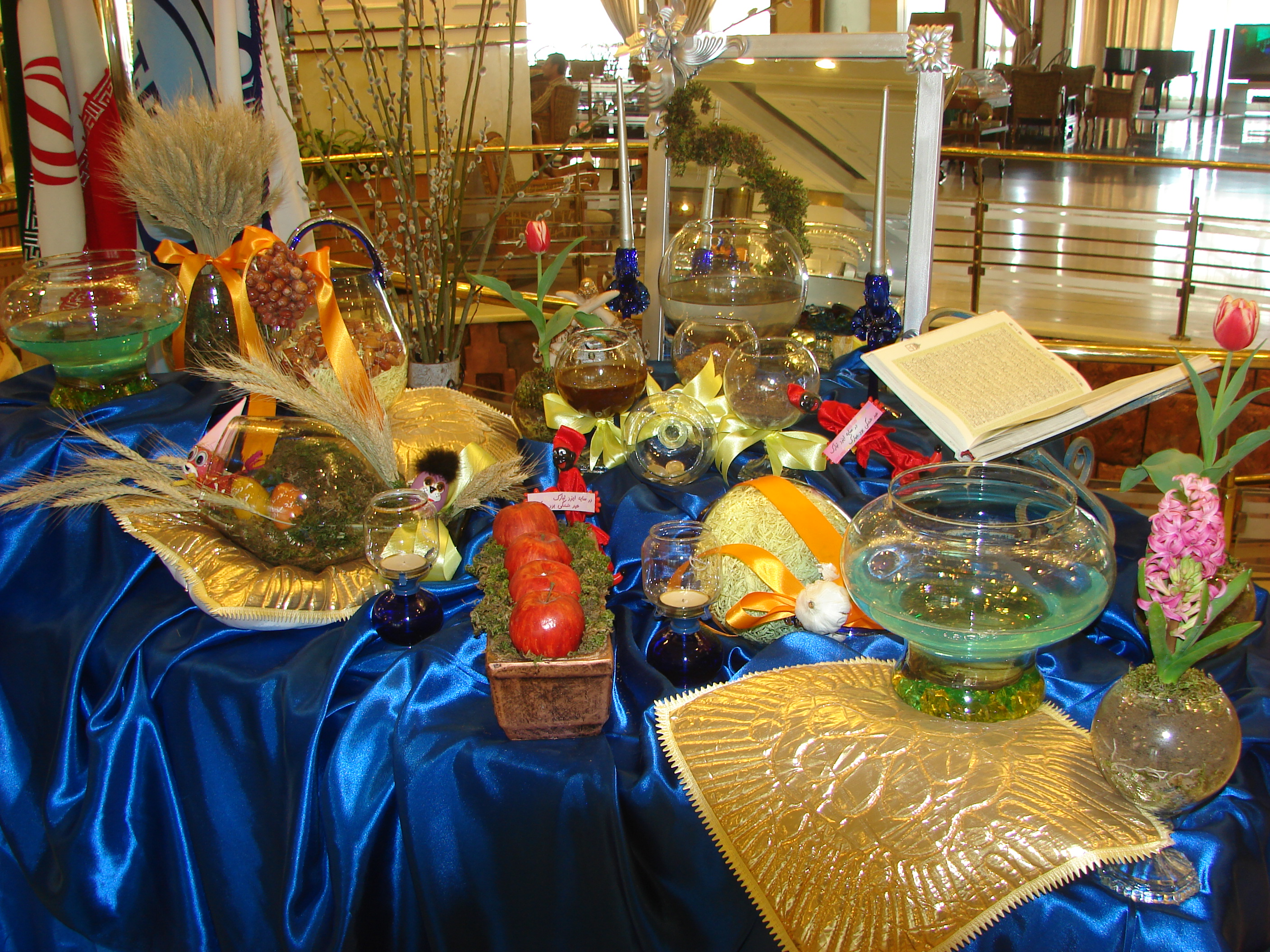
نوروز
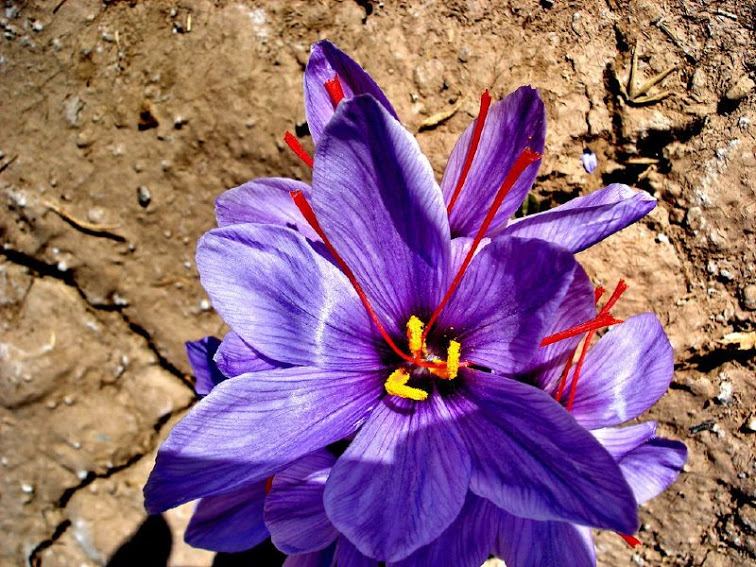
زعفران
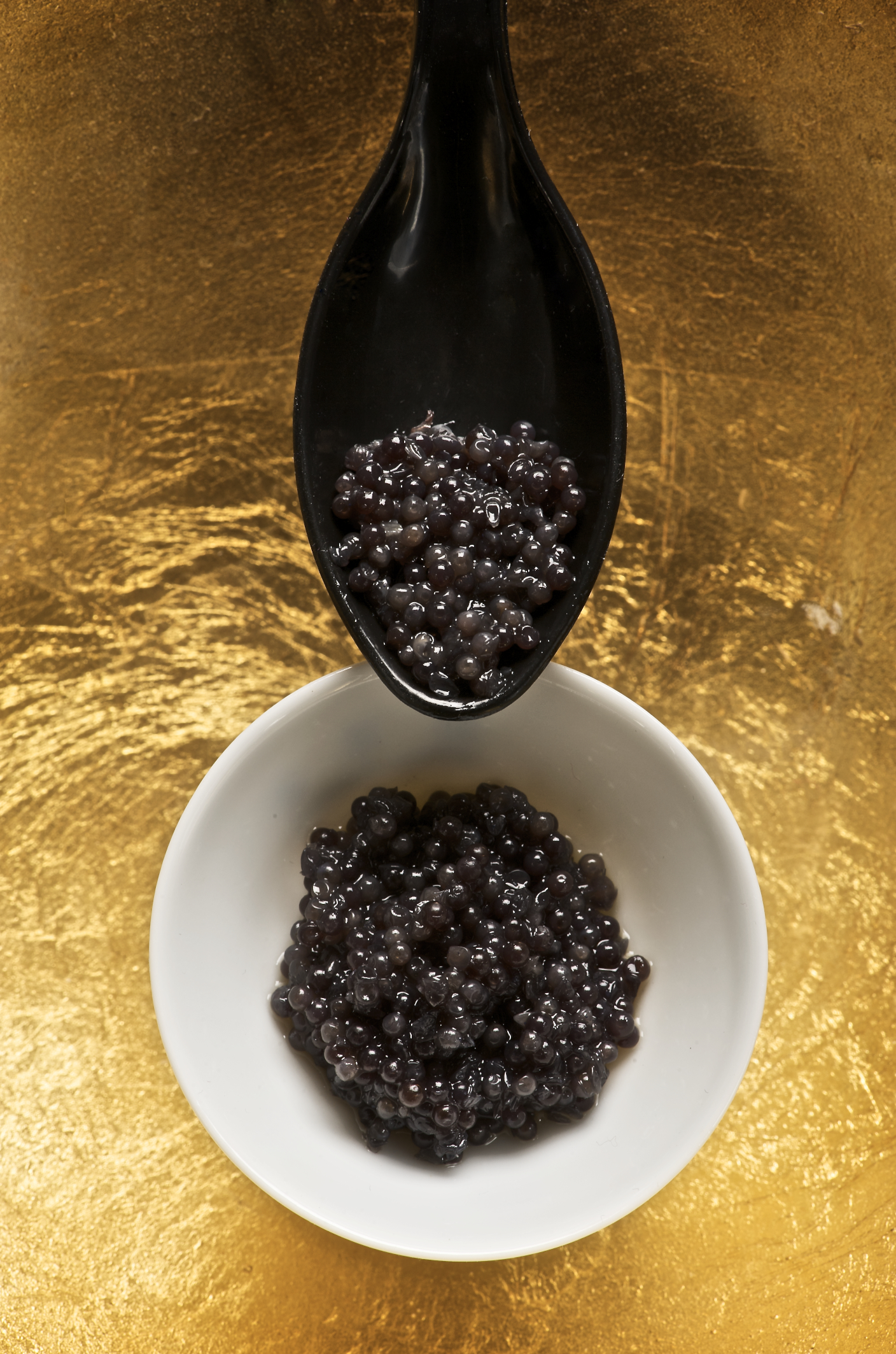
خاویار
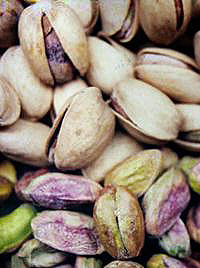
پسته
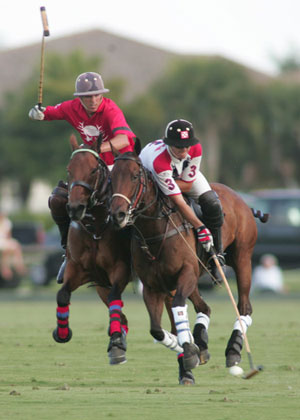
چوگان
گوگوشگوگوش
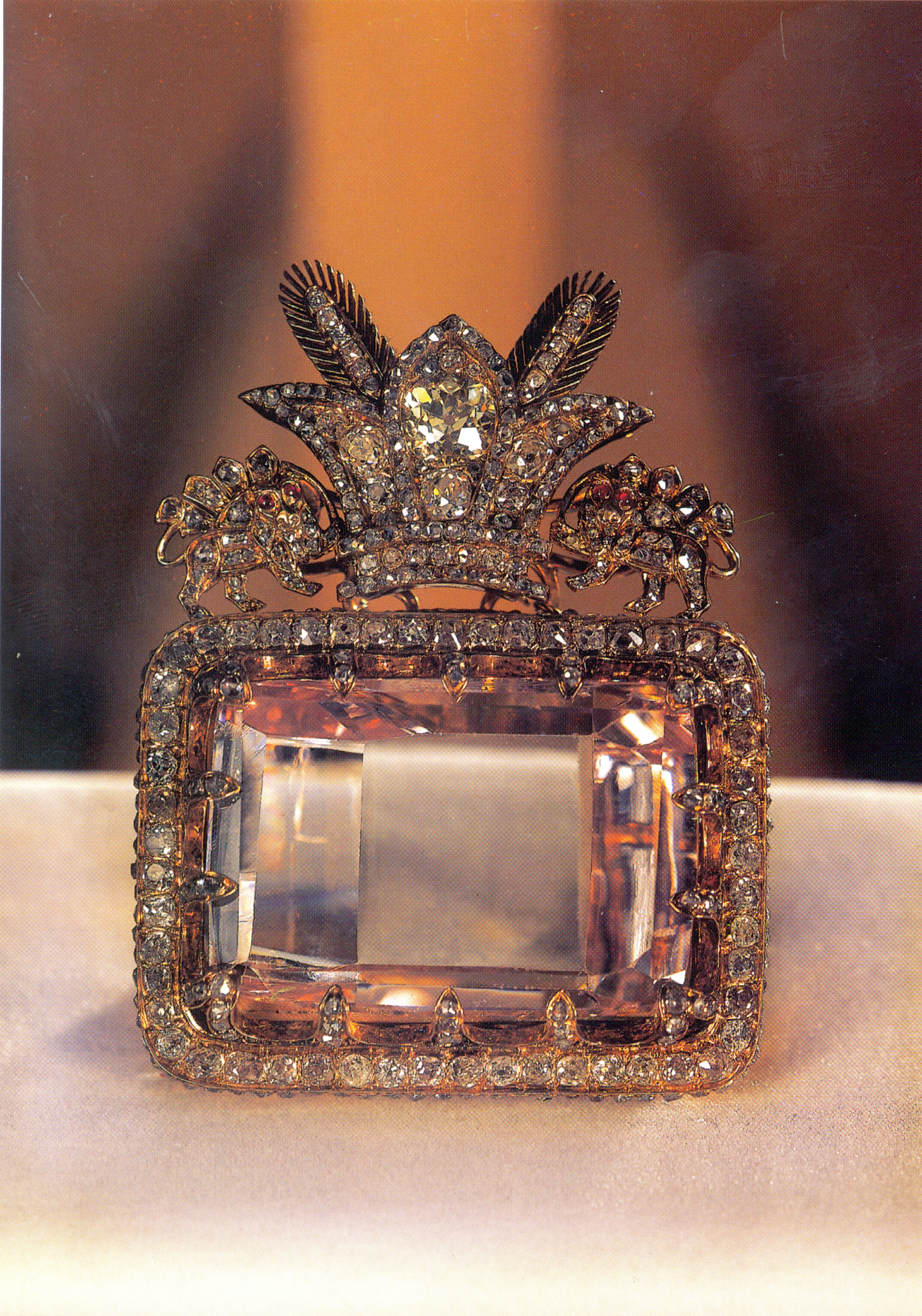
جواهرات ملی ایران
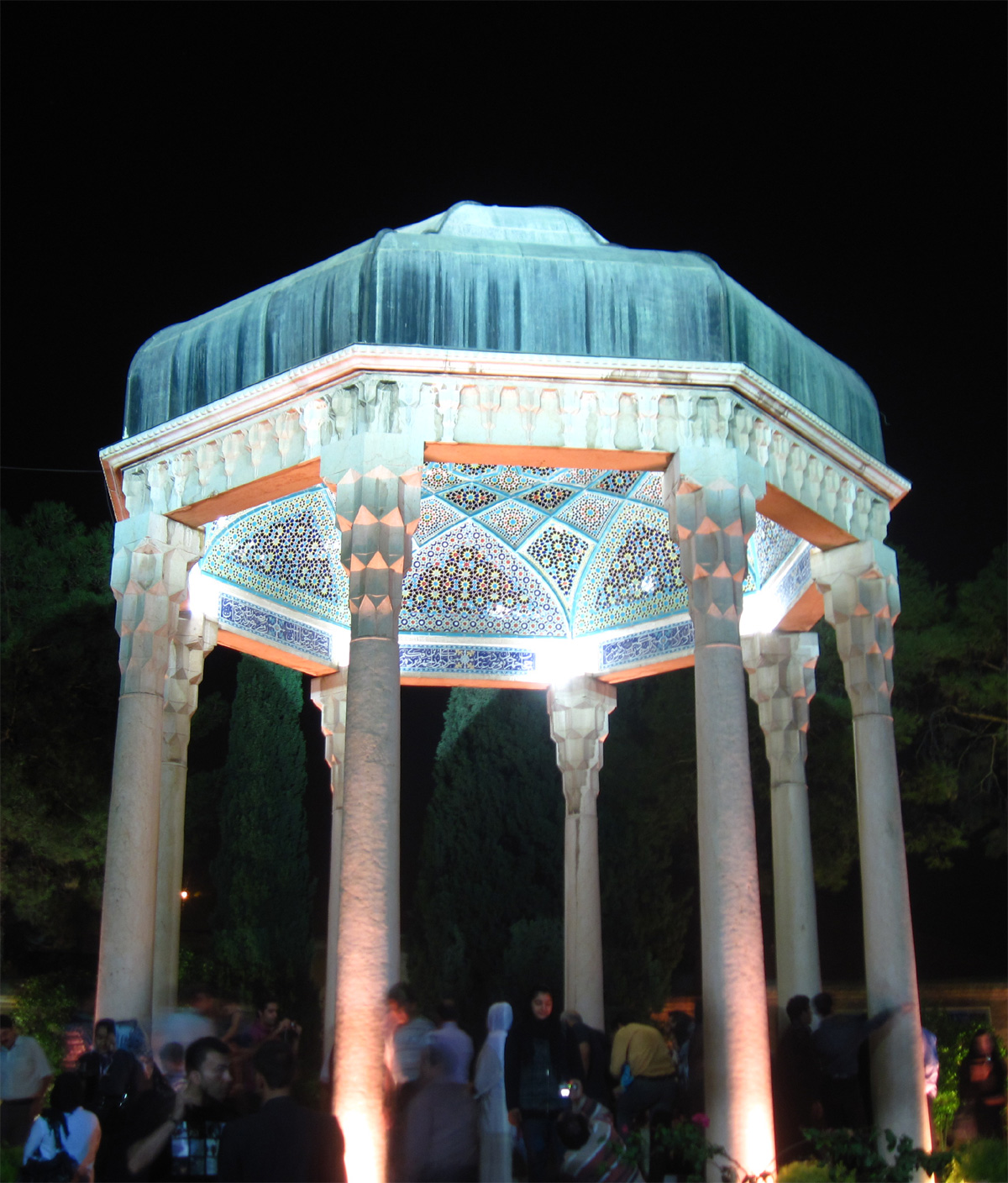
حافظ
کشتی

### عربستان سعودی

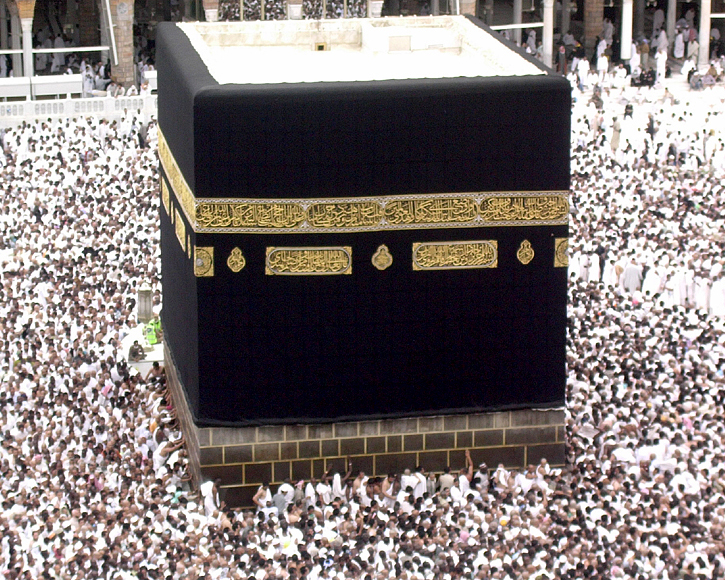
کعبه

### ایالات متحده آمریکا

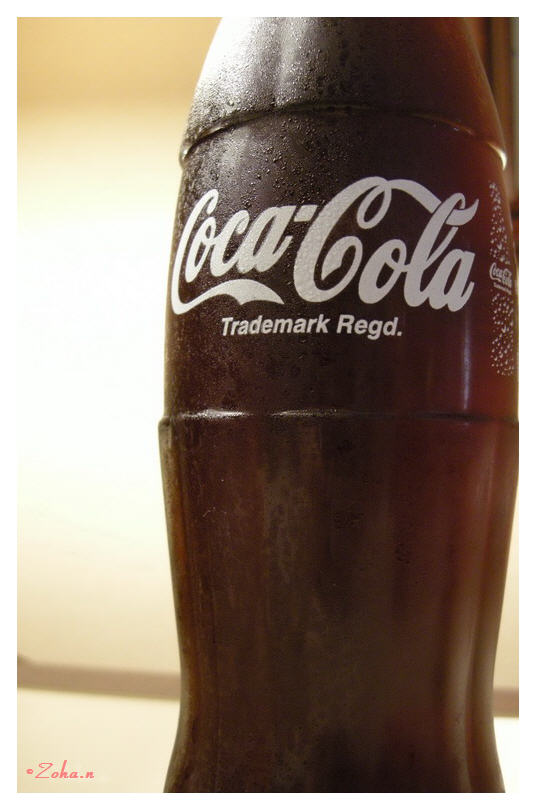
کوکا کولا
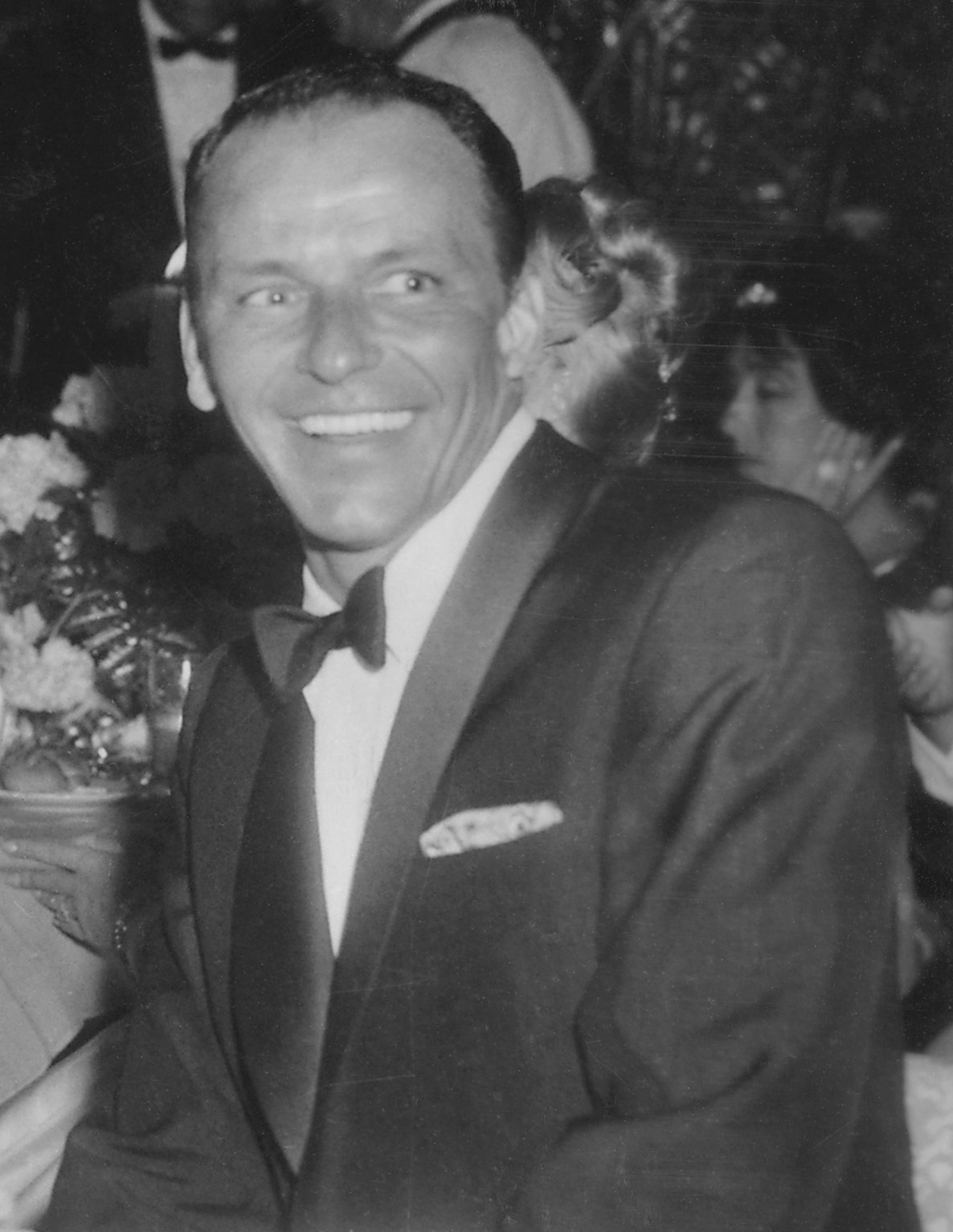
فرانک سیناترا
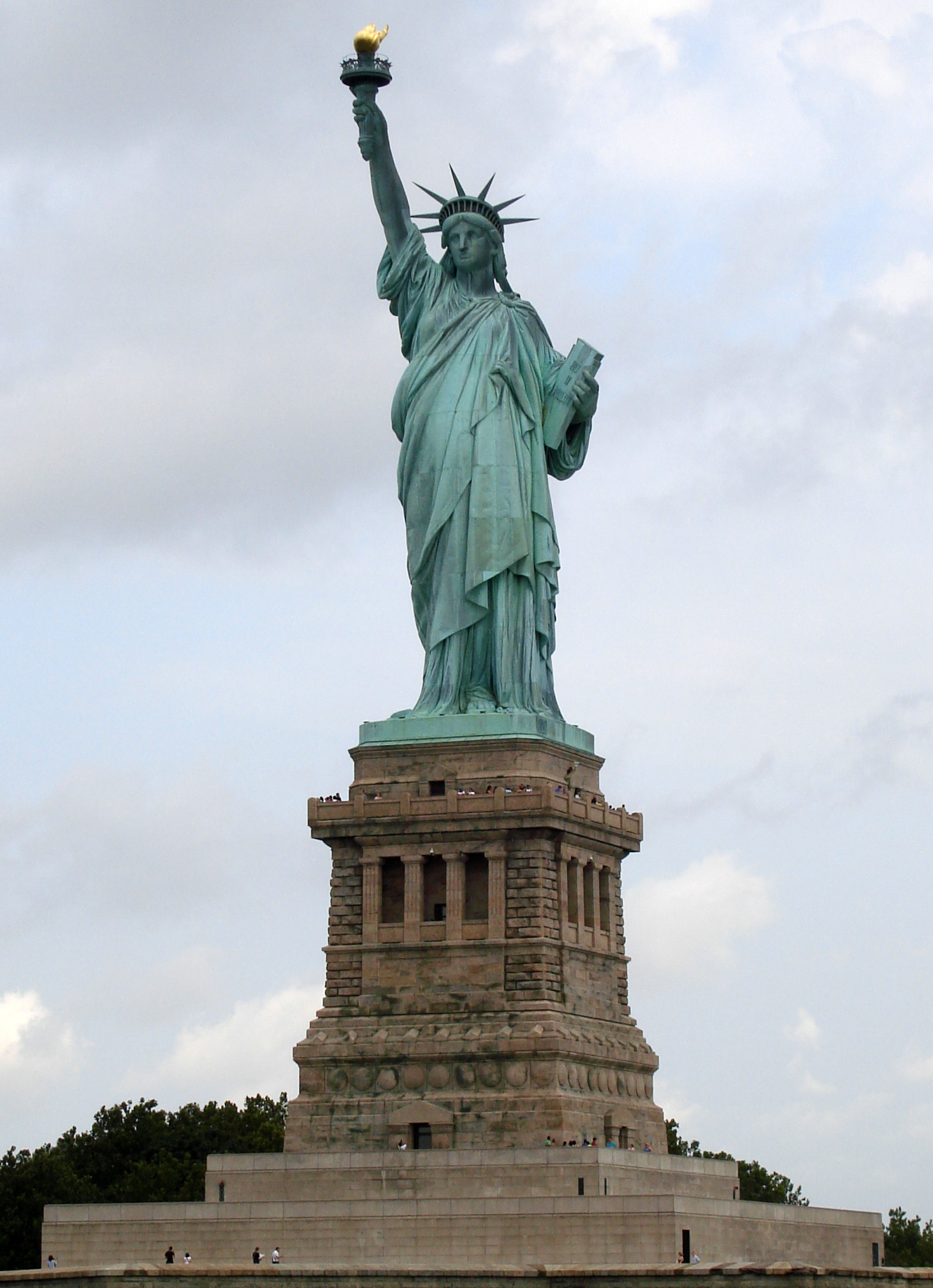
تندیس آزادی
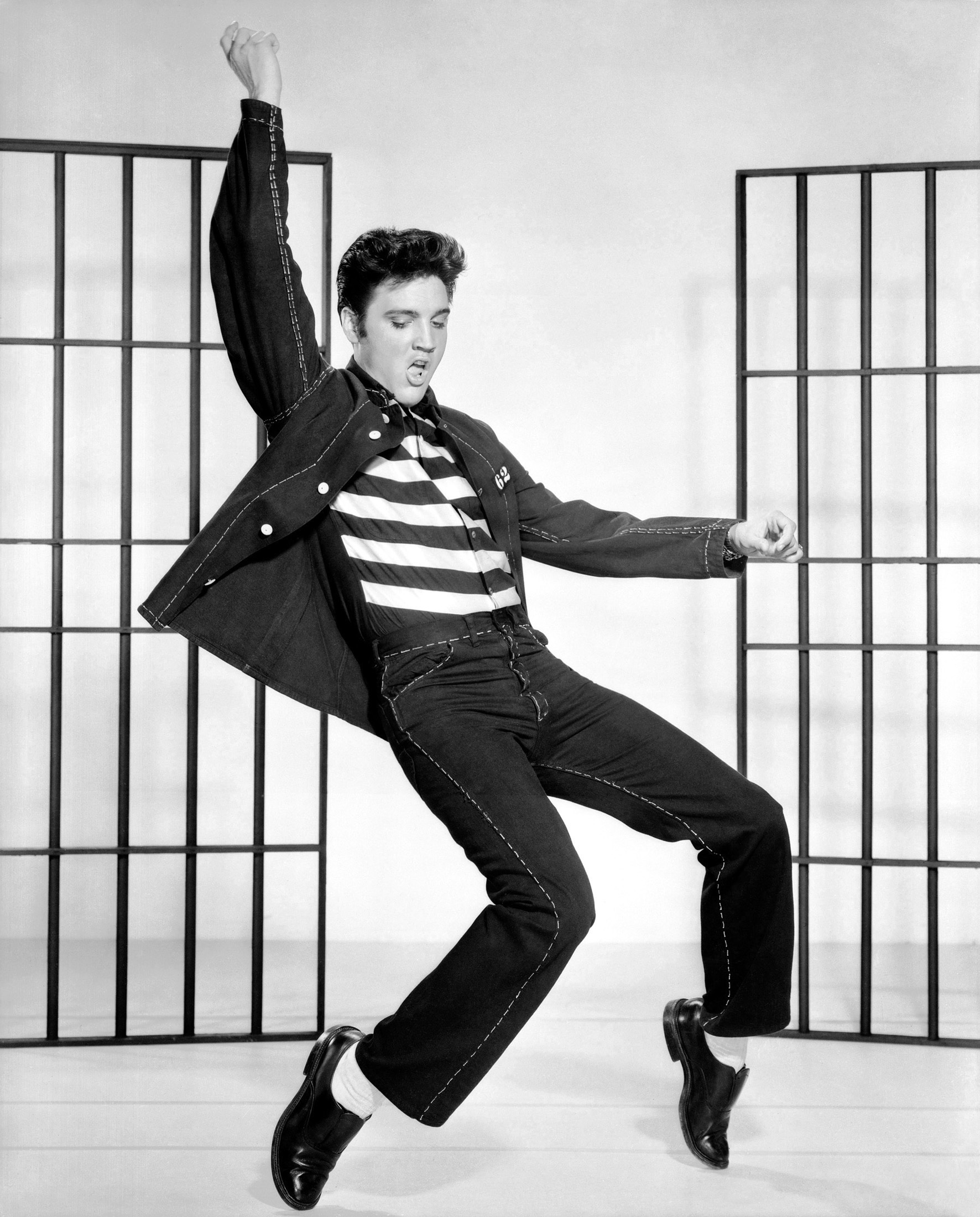
الویس پریسلی
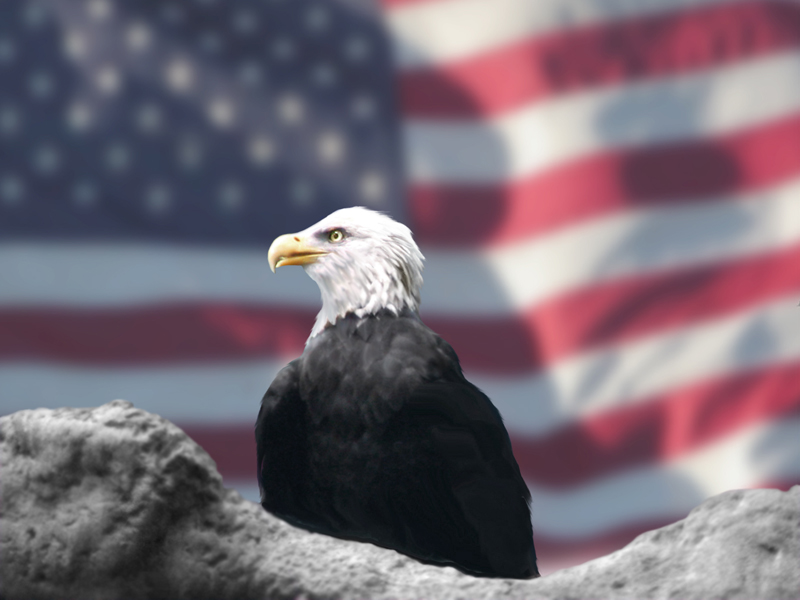
عقاب گر
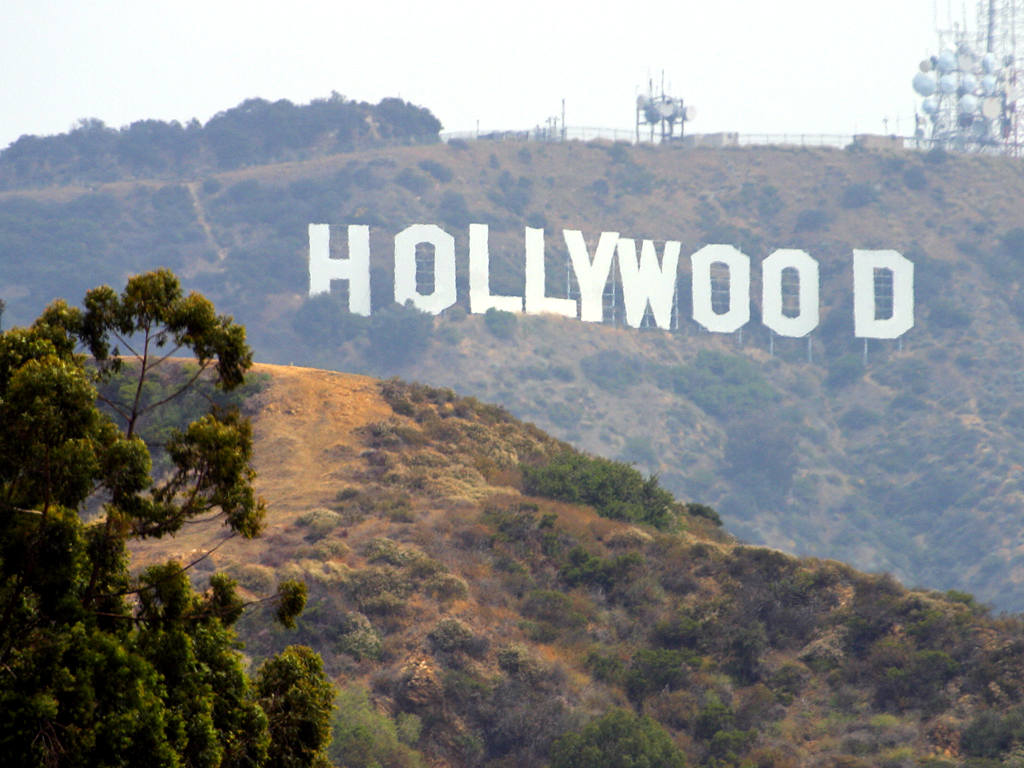
هالیوود
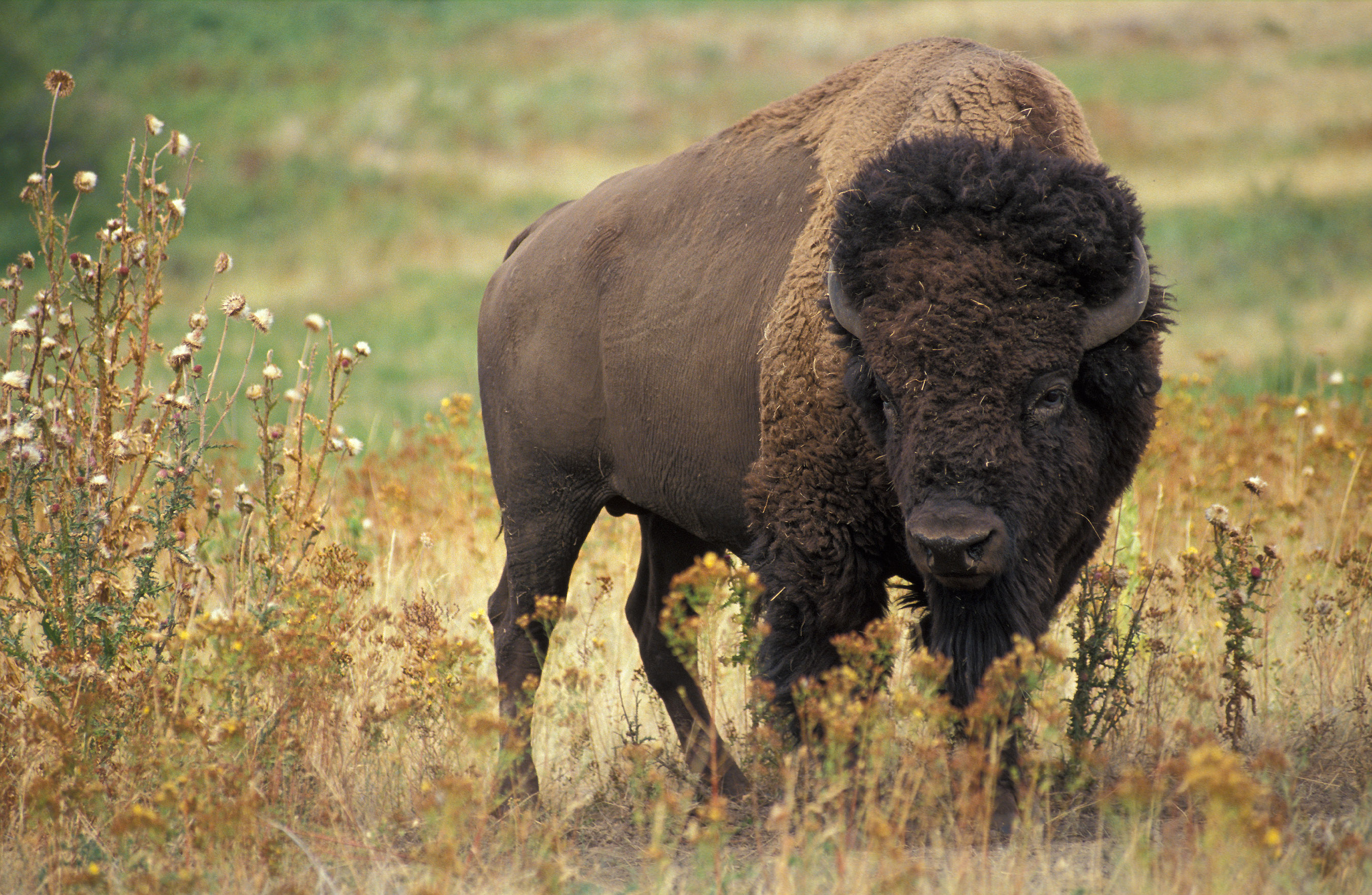
بوفالوی آمریکایی
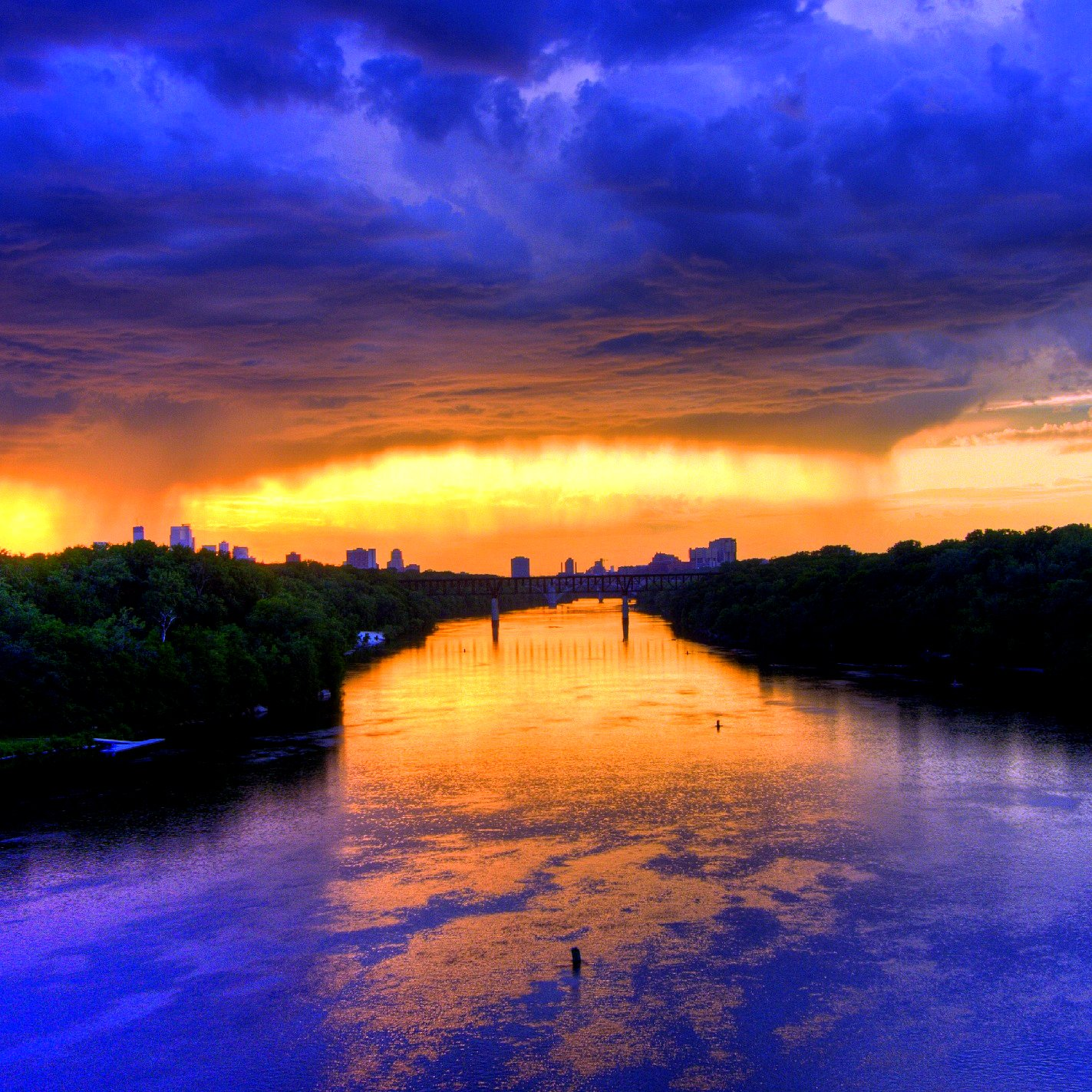
رود می‌سی‌سی‌پی

### اسپانیا

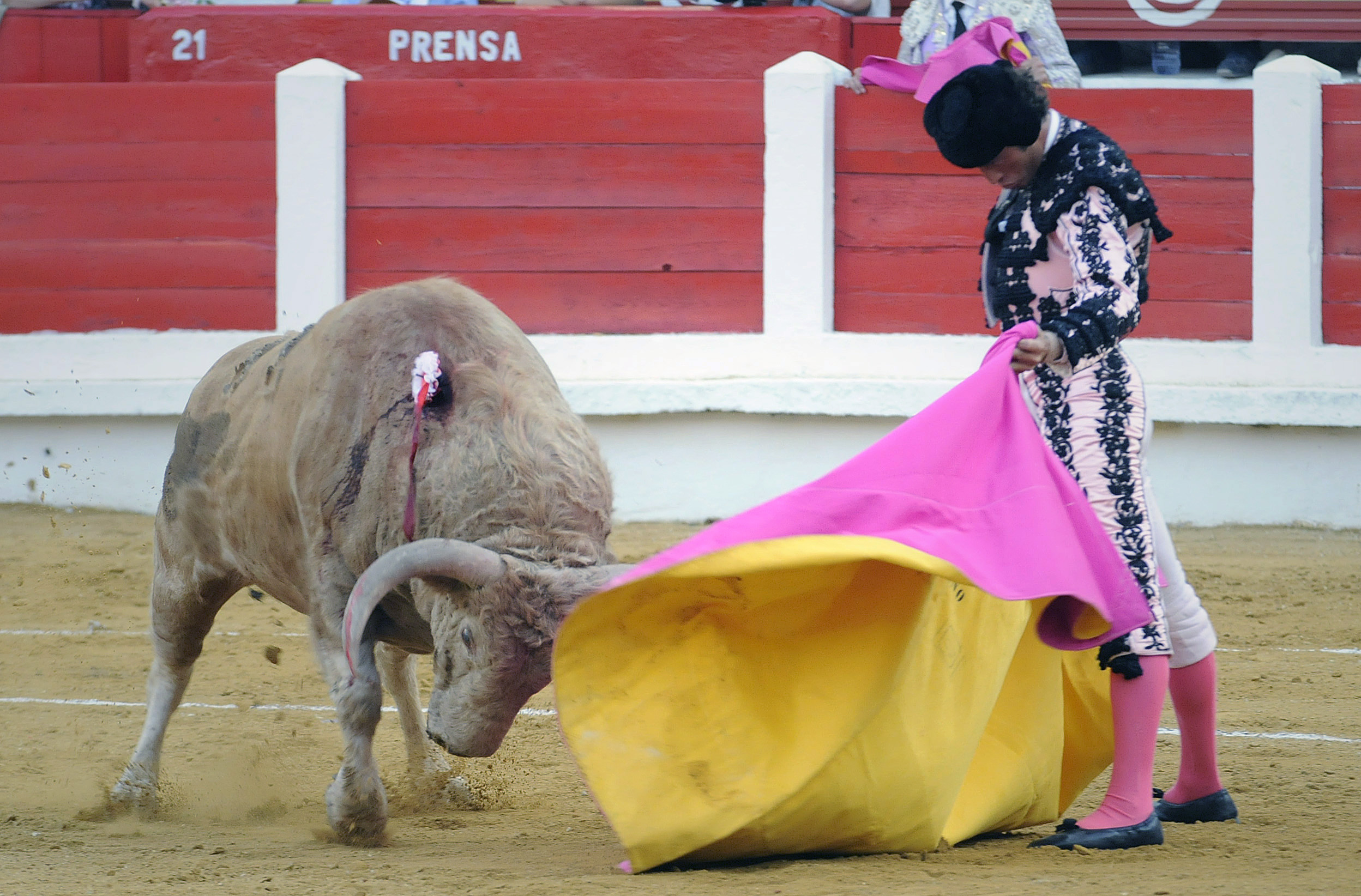
گاوبازی
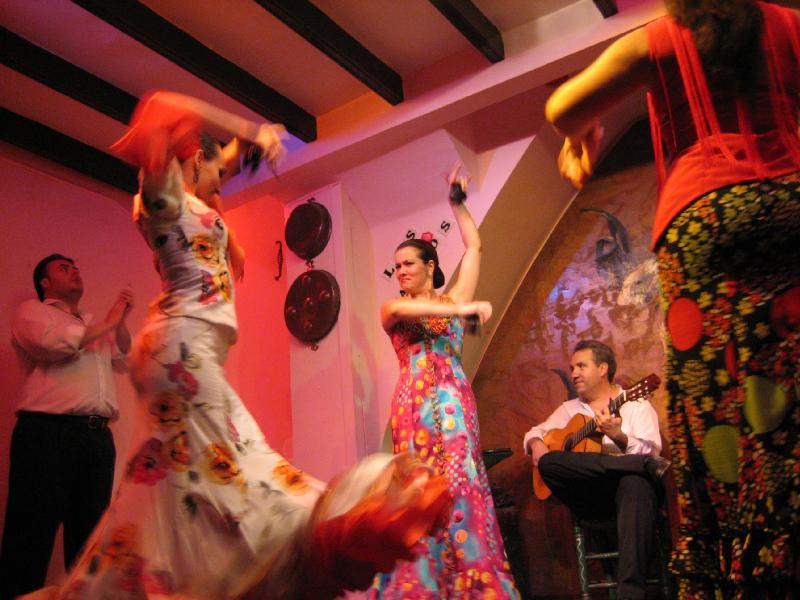
فلامنکو
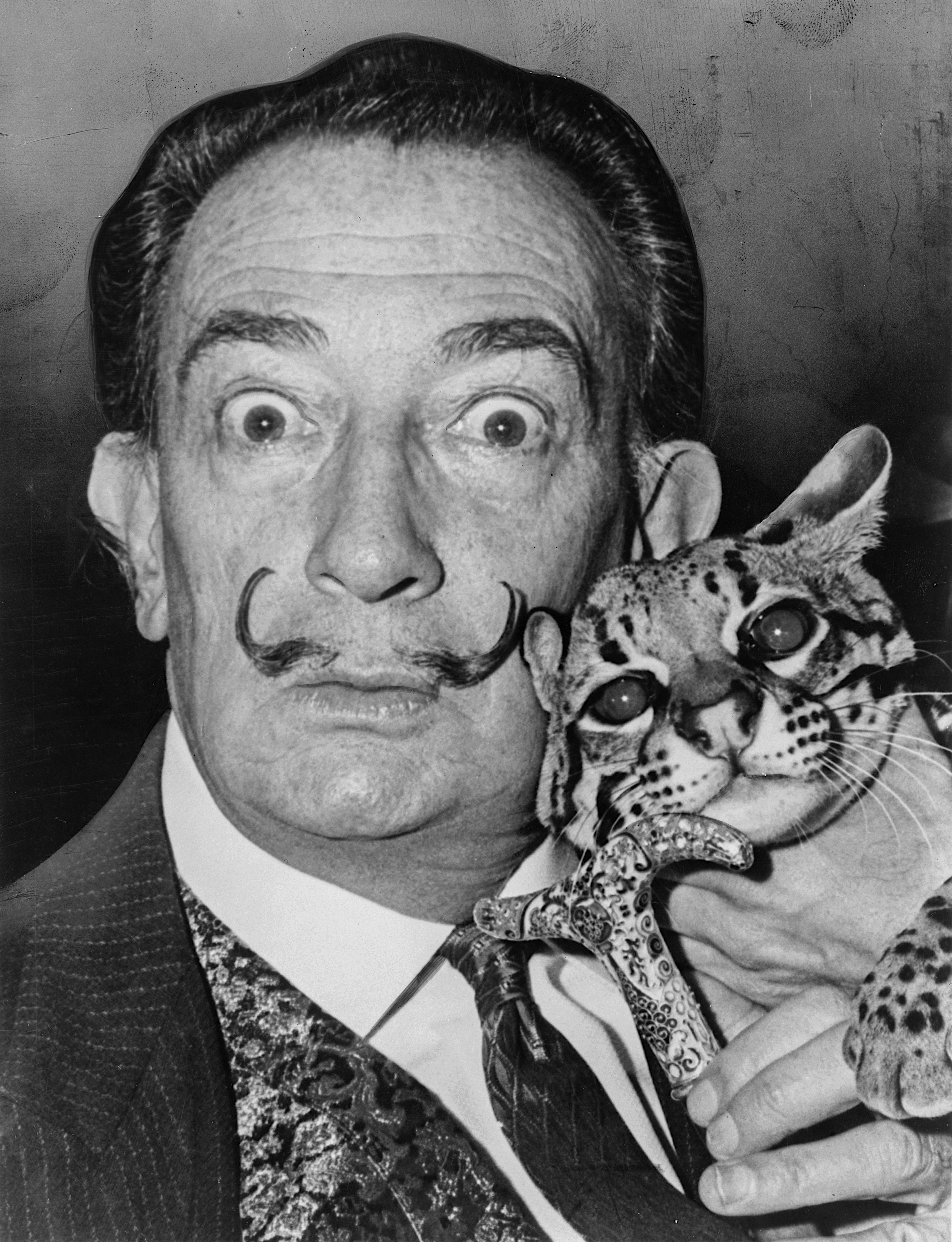
سالوادور دالی
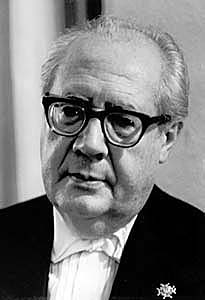
آندرس سگوبیا

### ایتالیا

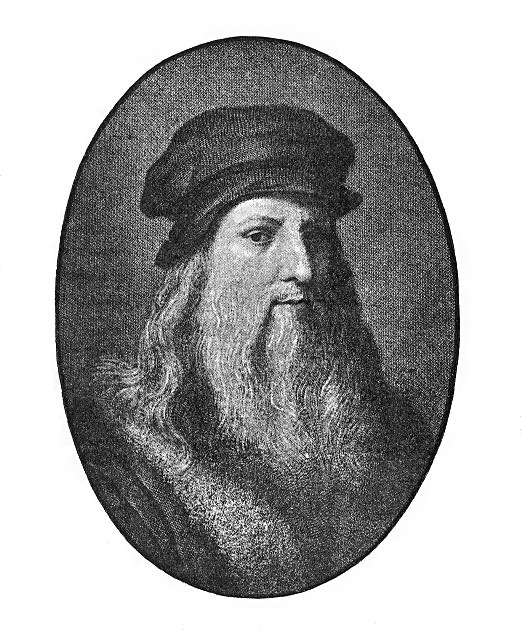
لئوناردو دا وینچی
مونالیزا
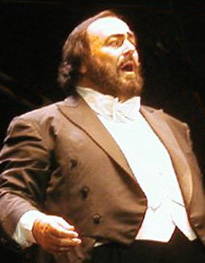
لوچیانو پاواراتی
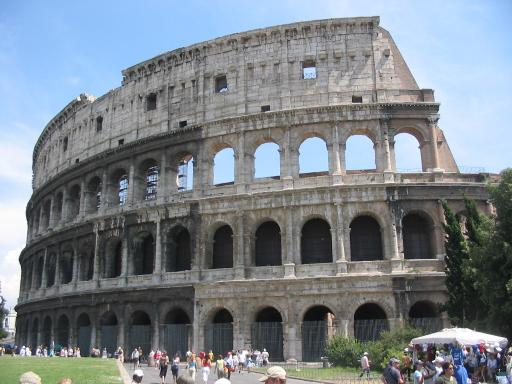
کولوسئوم
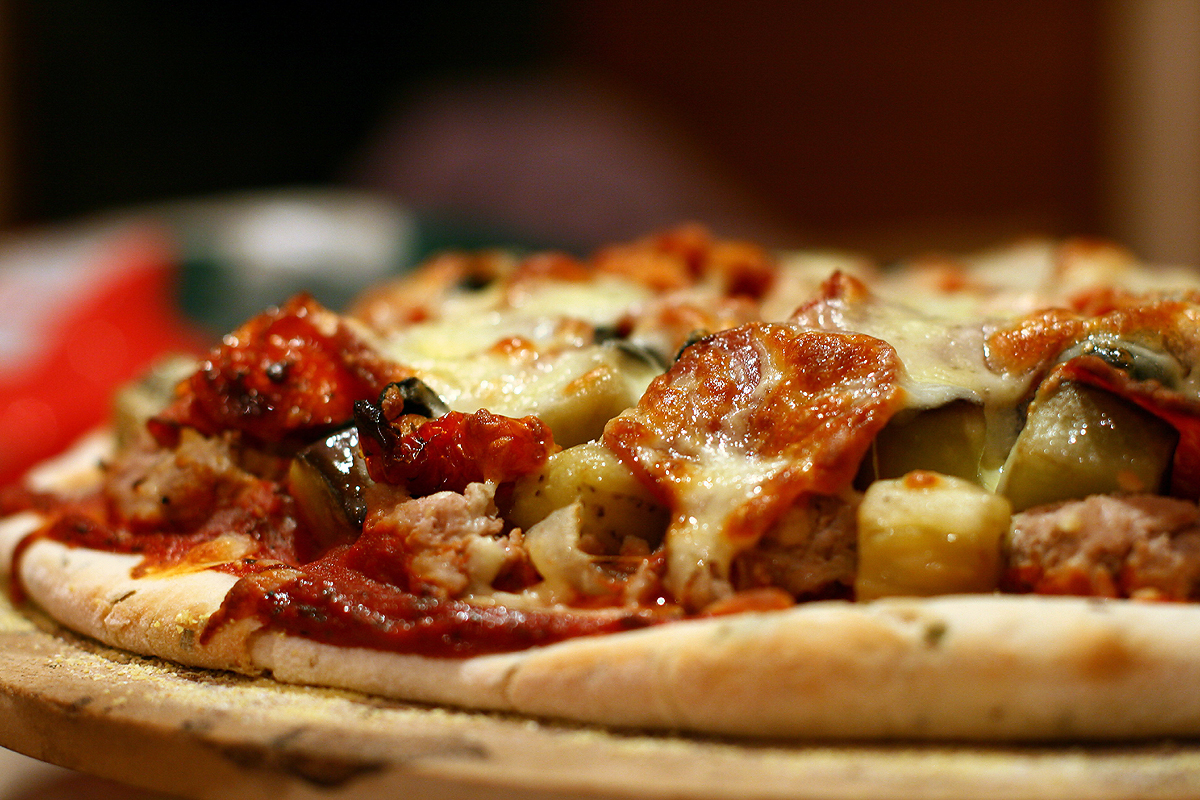
پیتزا
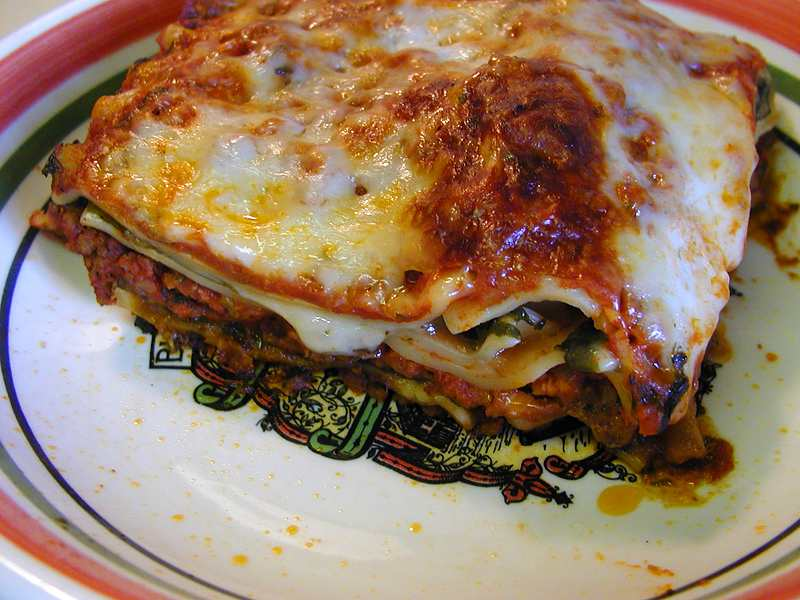
لازانیا
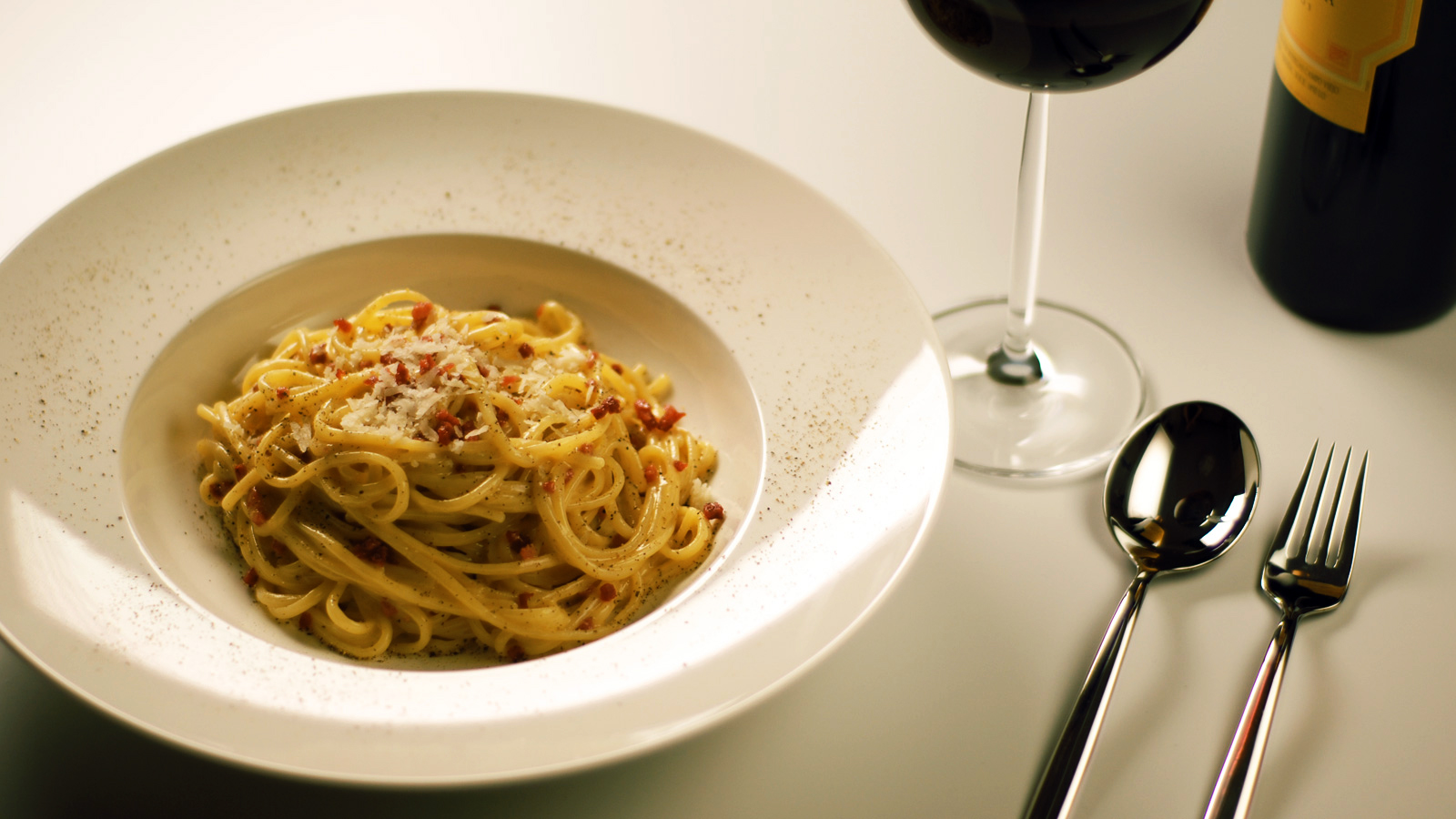
اسپاگتی
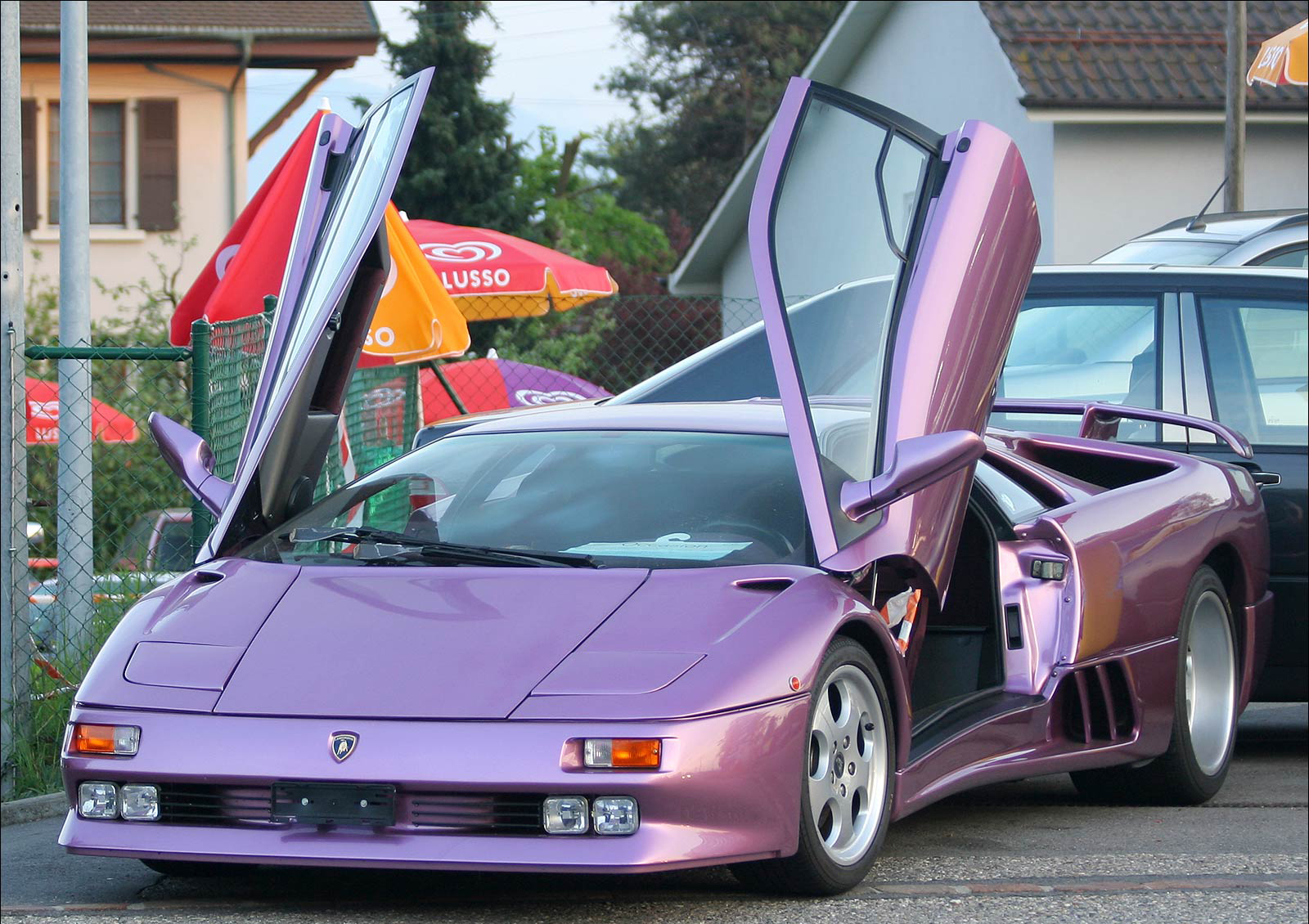
لامبورگینی
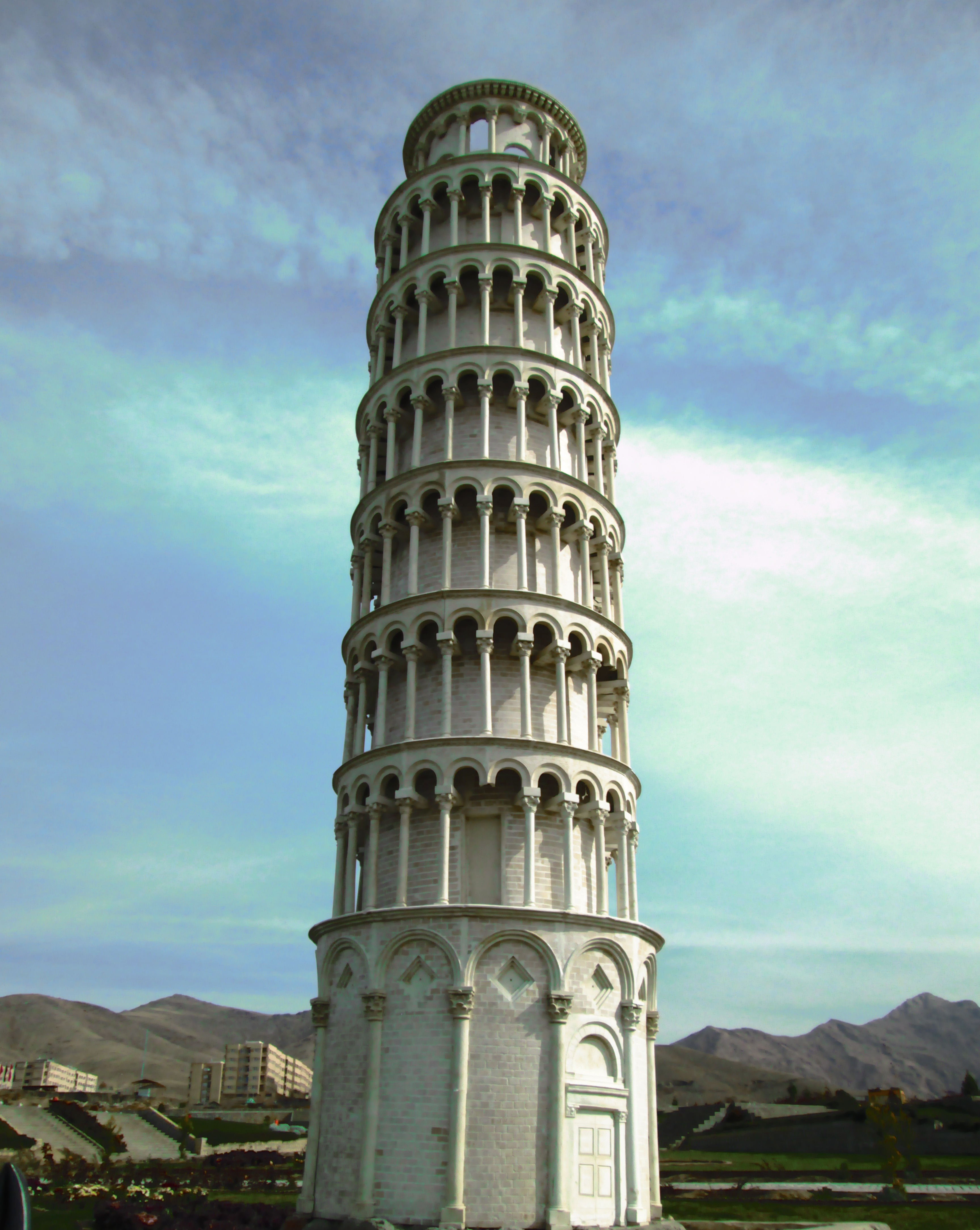
برج پیزا

### برزیل

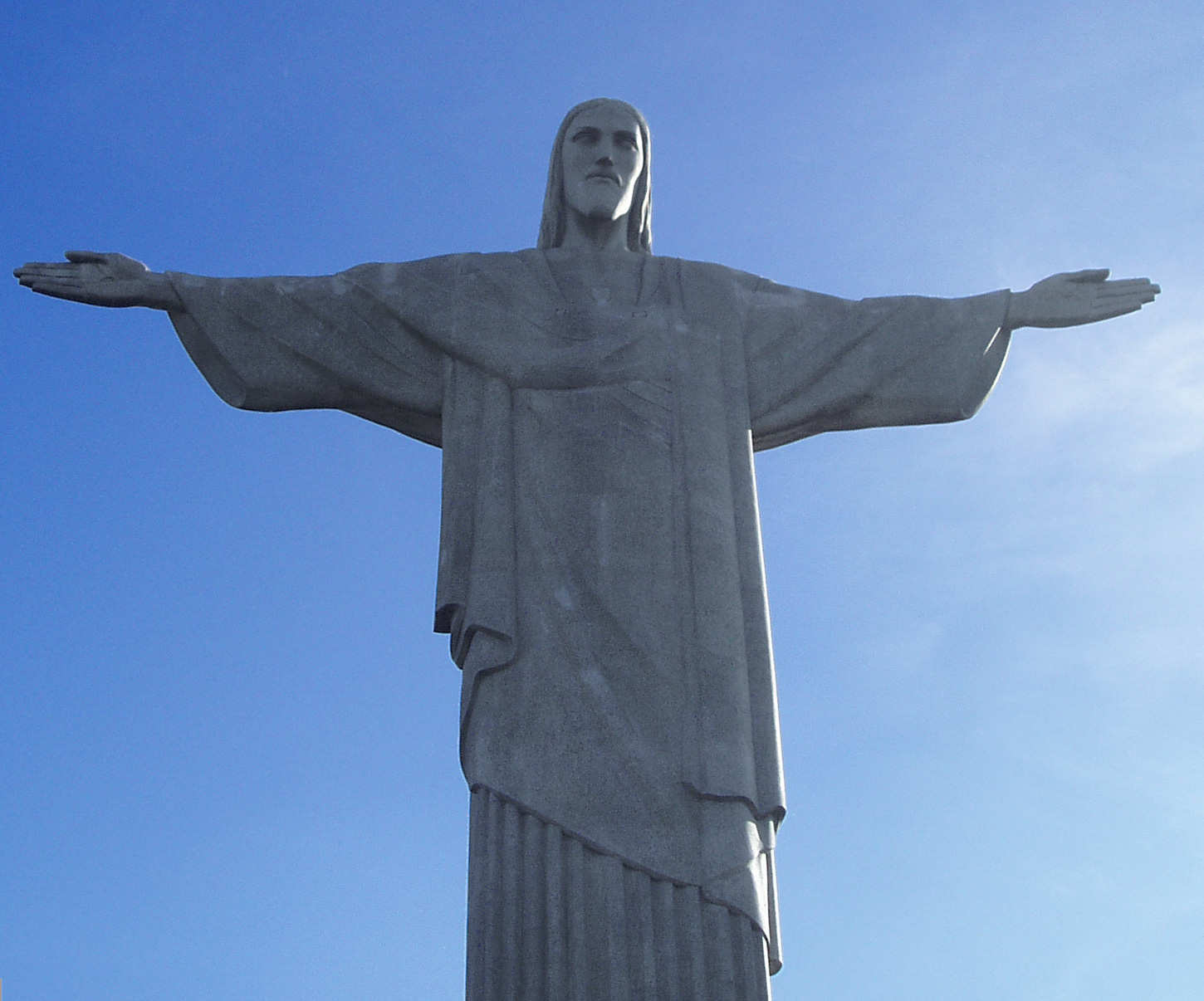
تندیس مسیح ناجی
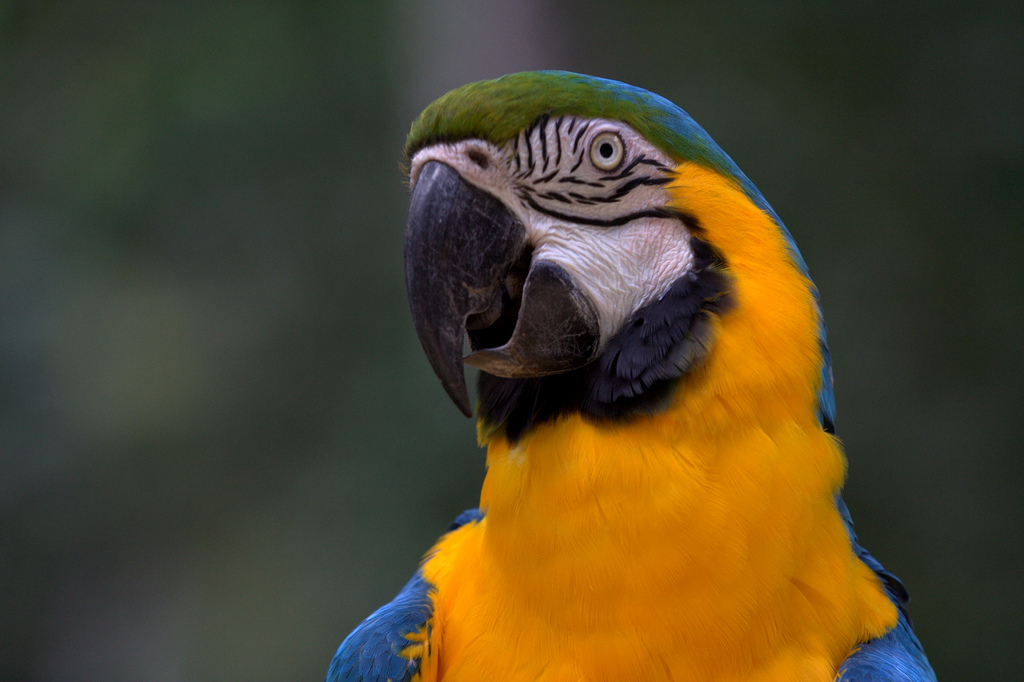
طوطی برزیلی

### ترکیه

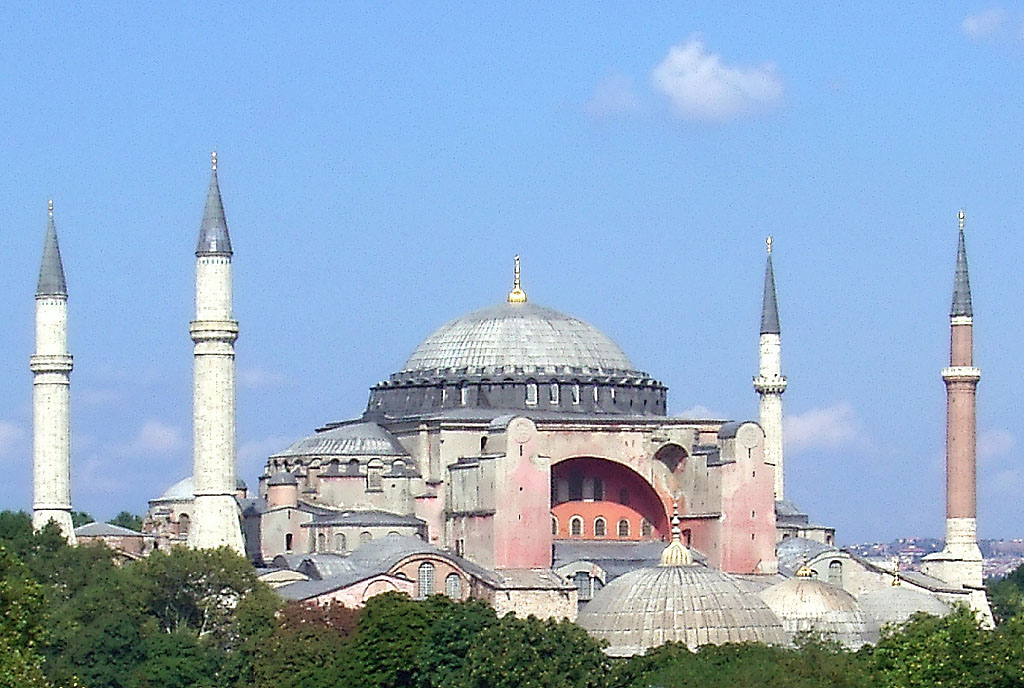
مسجد ایاصوفیا
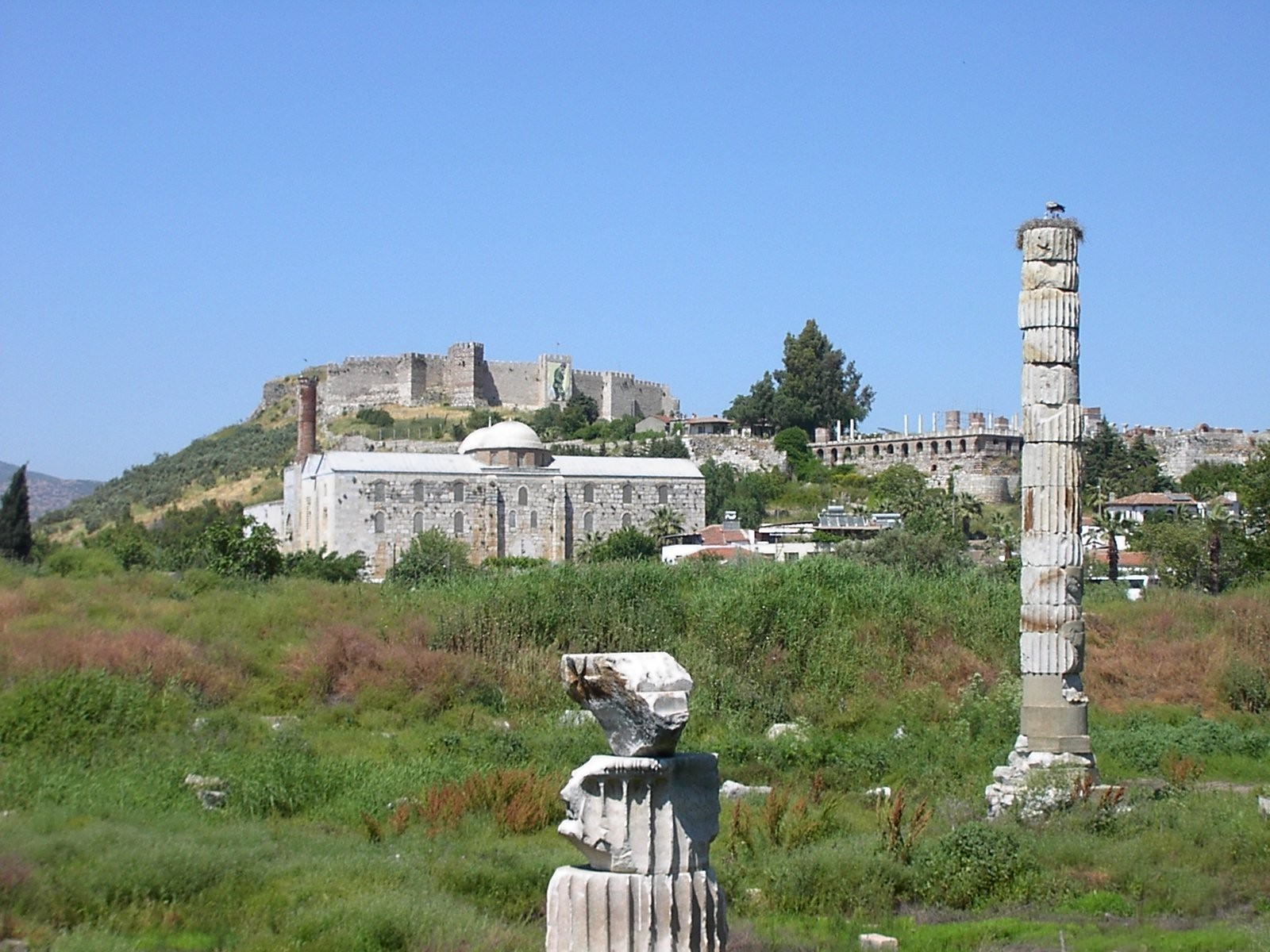
معبد آرتمیس

### ژاپن

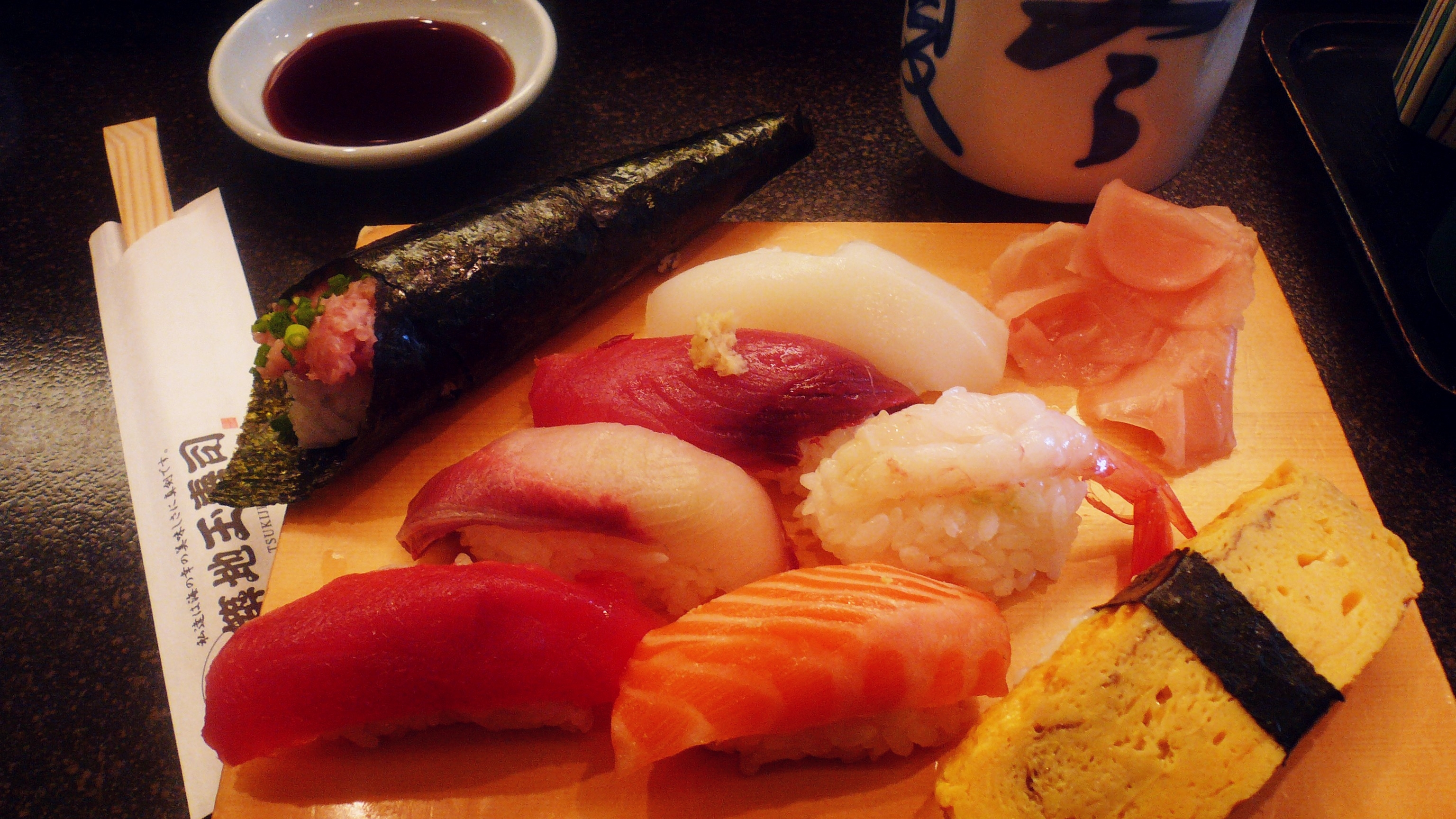
سوشی
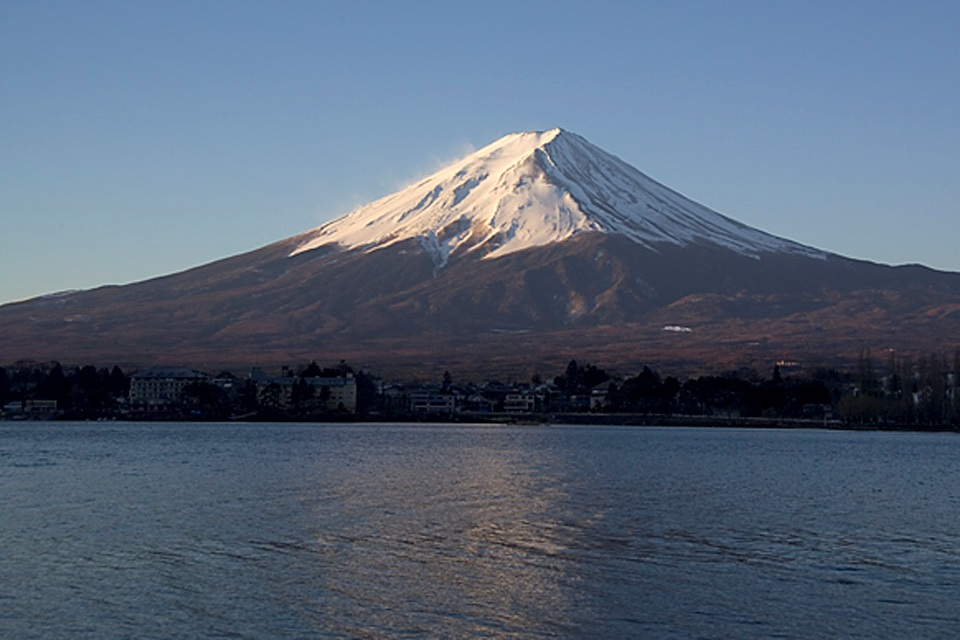
فوجی یاما

### هند

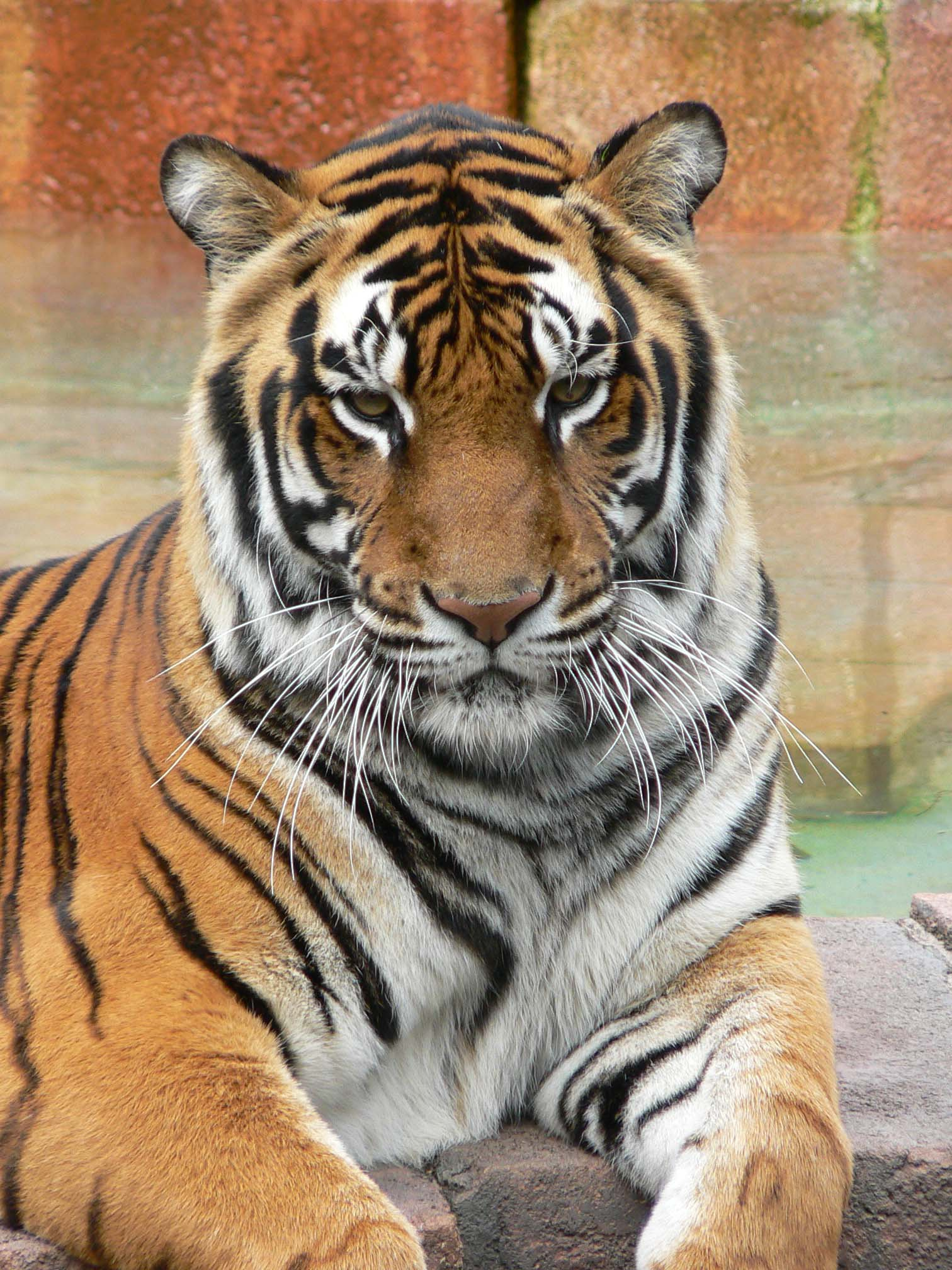
ببر بنگال
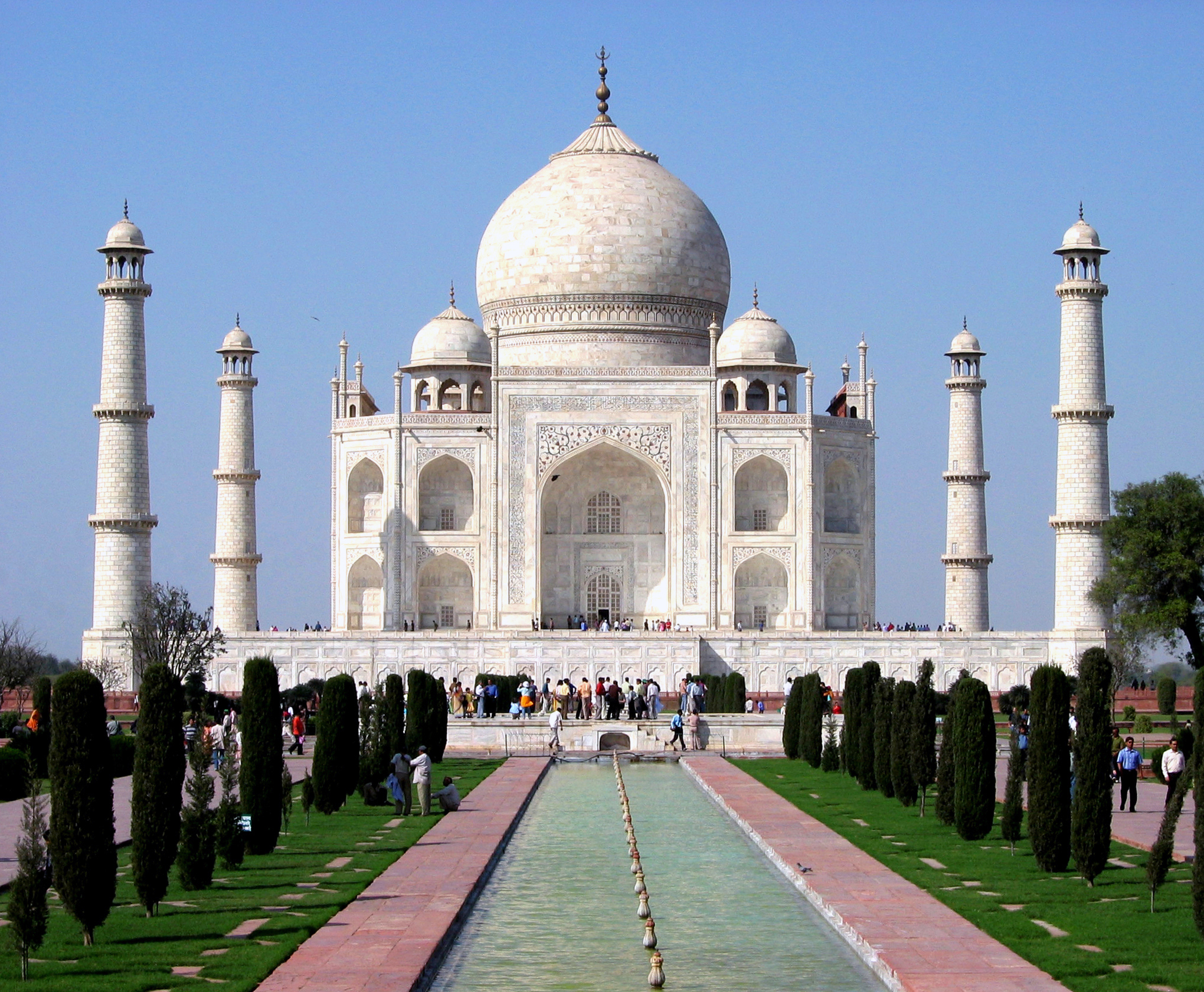
تاج محل
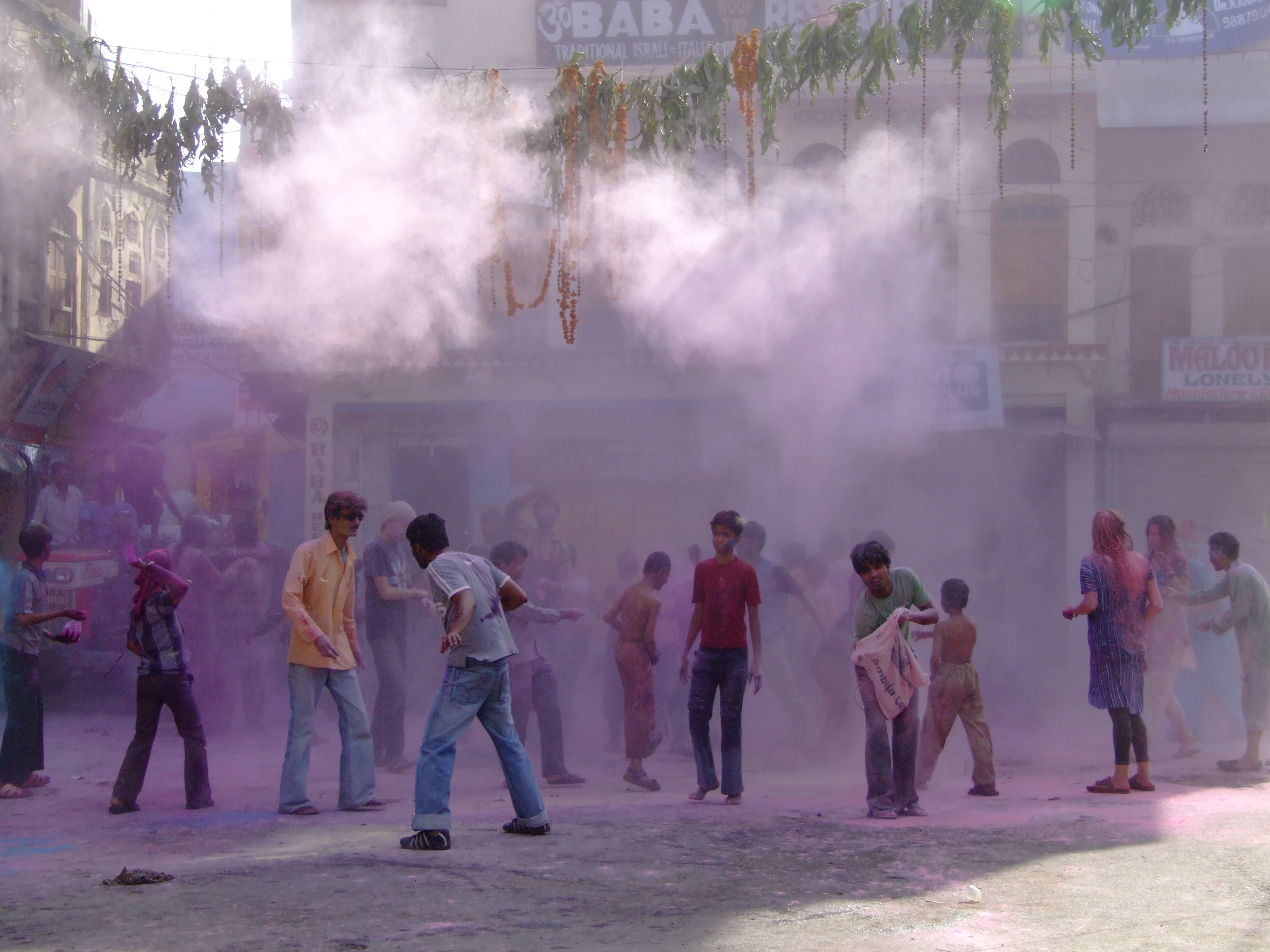
جشن هولی

### فرانسه

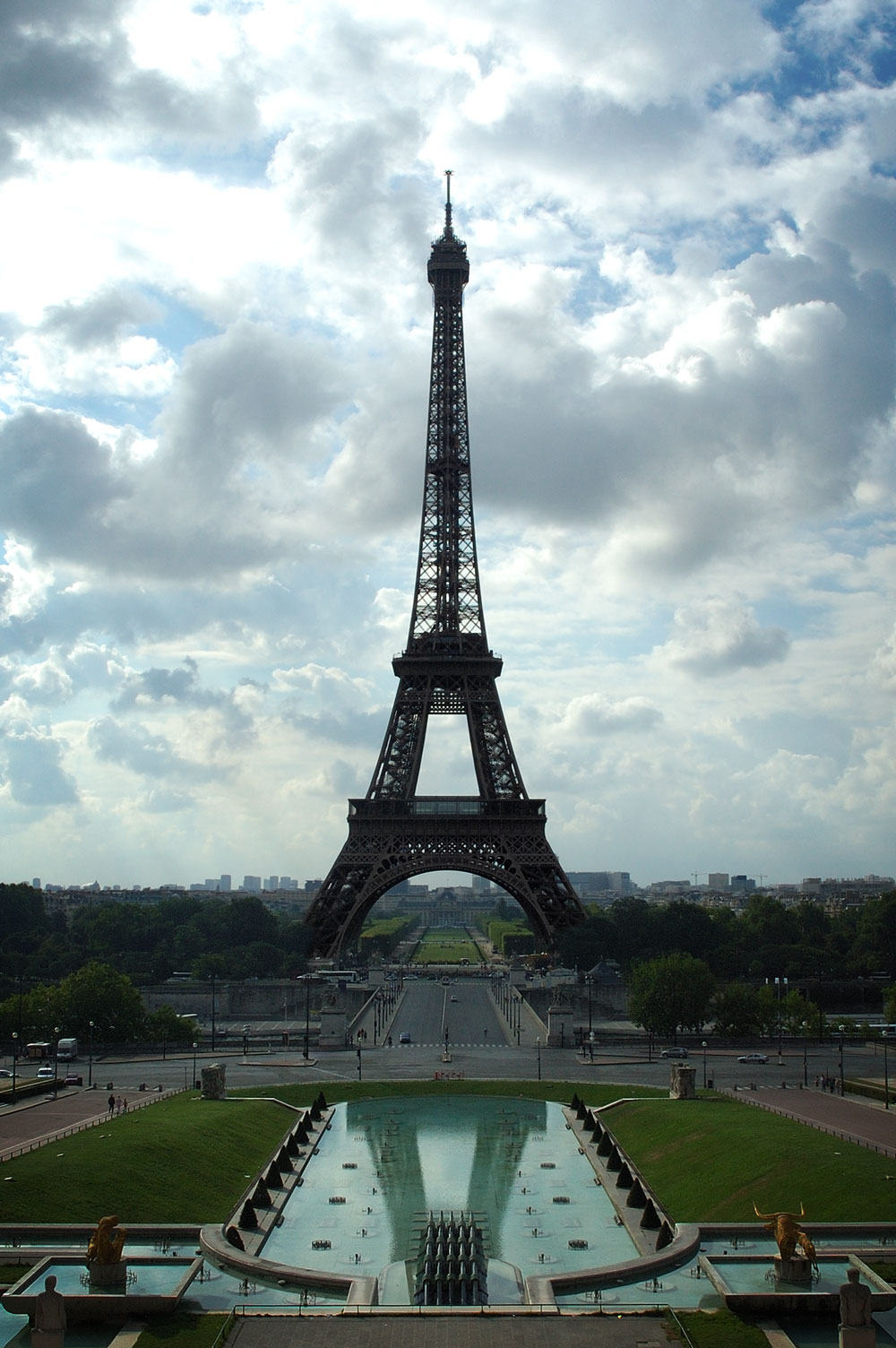
ایفل
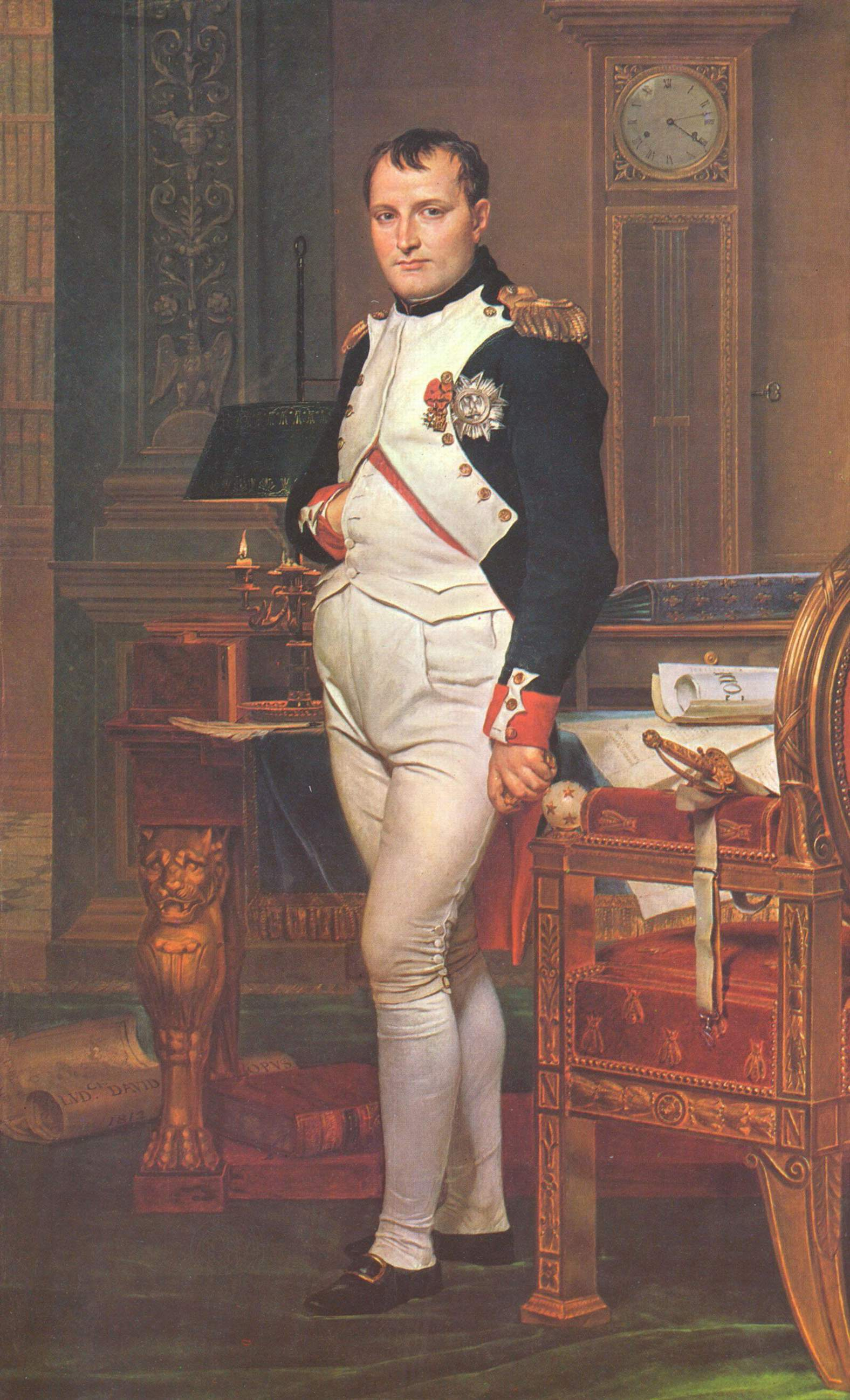
ناپلئون بناپارت
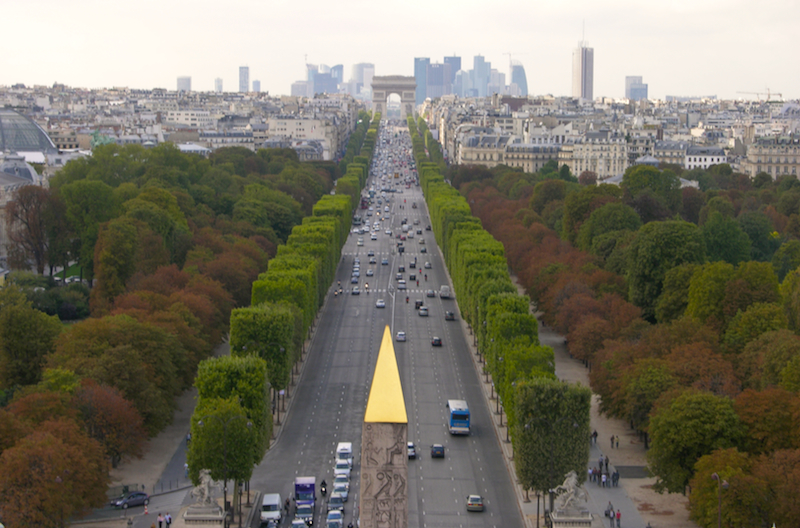
شانزلیزه
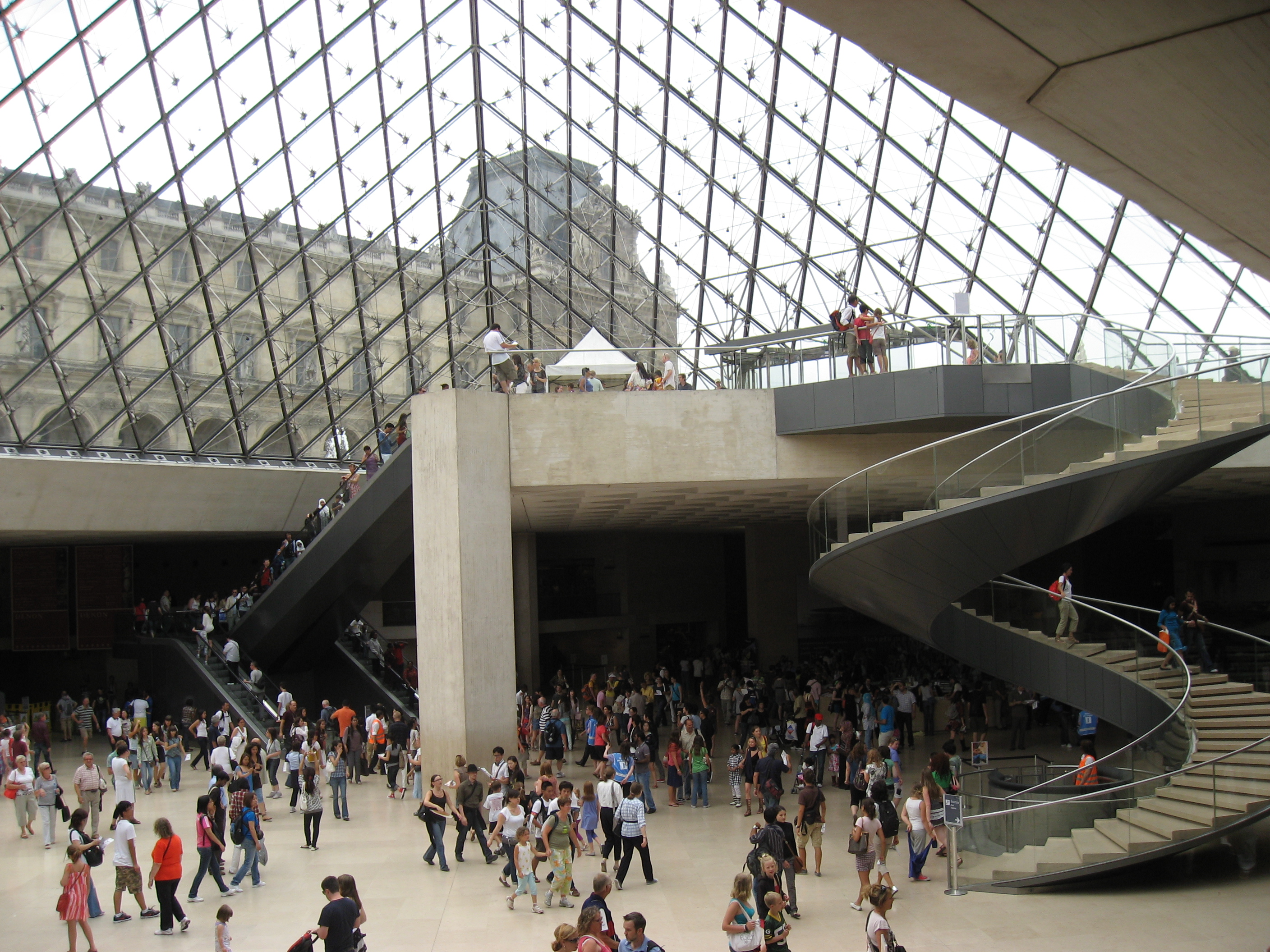
موزه لوور
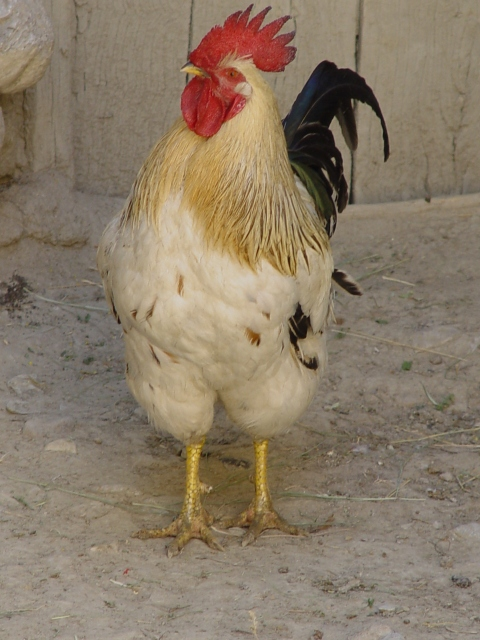
خروس

### چین

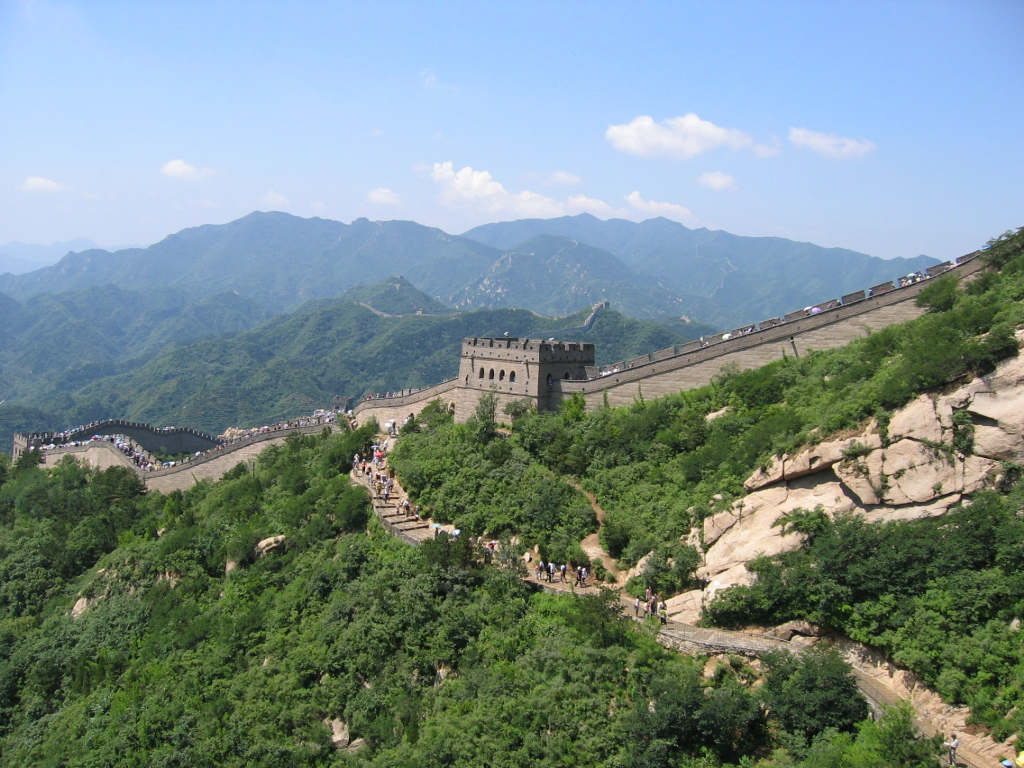
دیوار چین
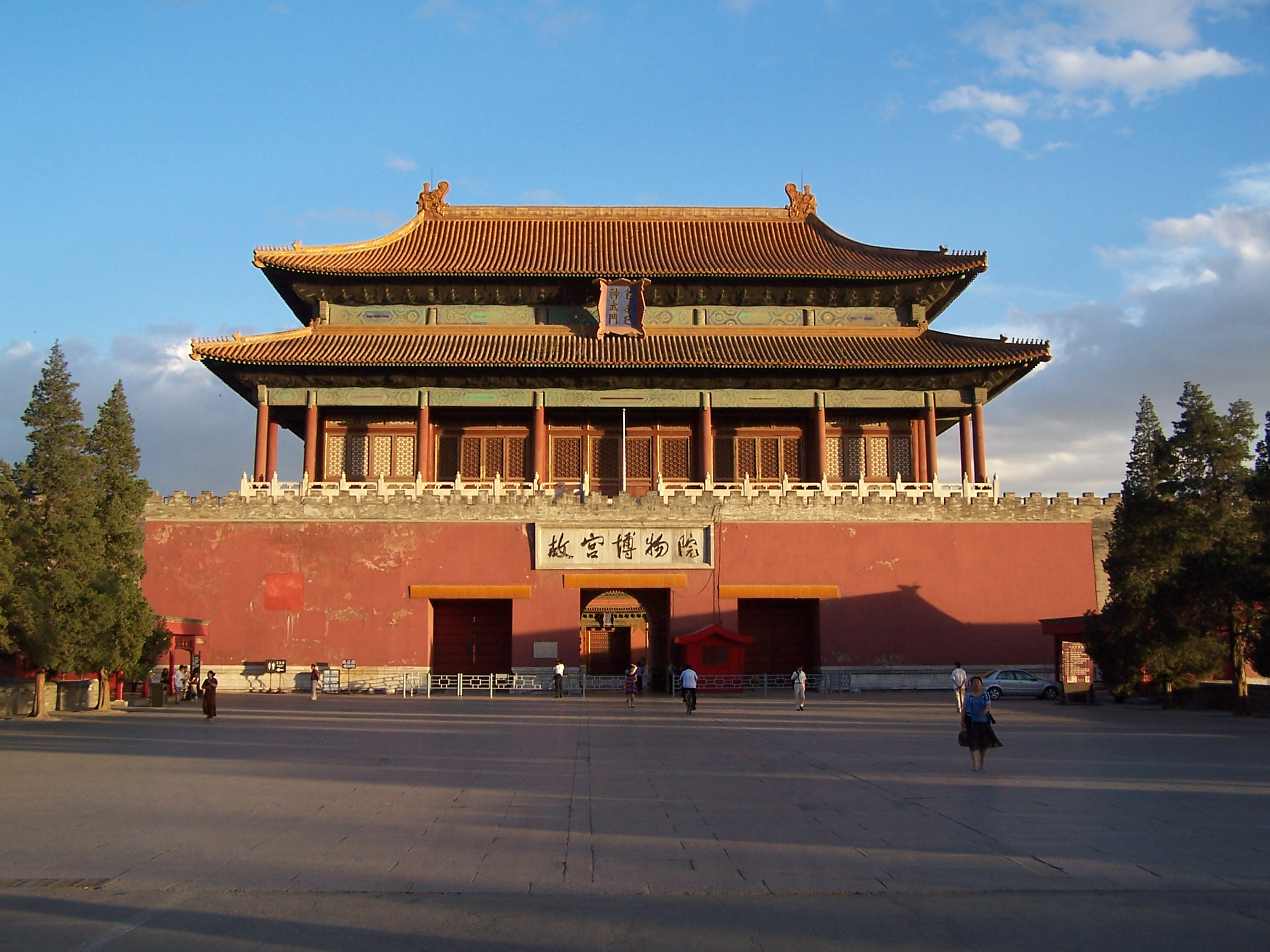
شهر ممنوعه
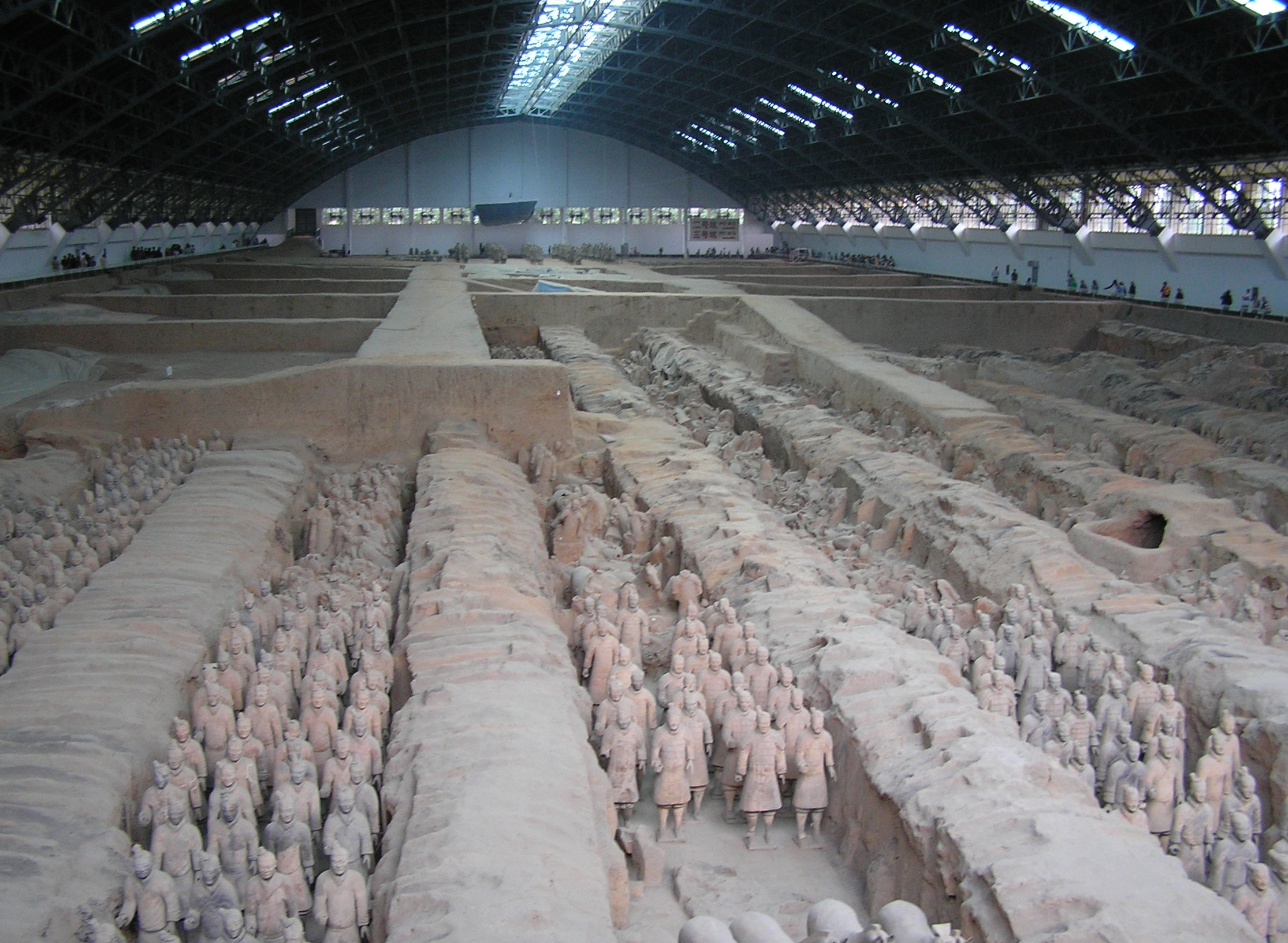
لشکر سفالین
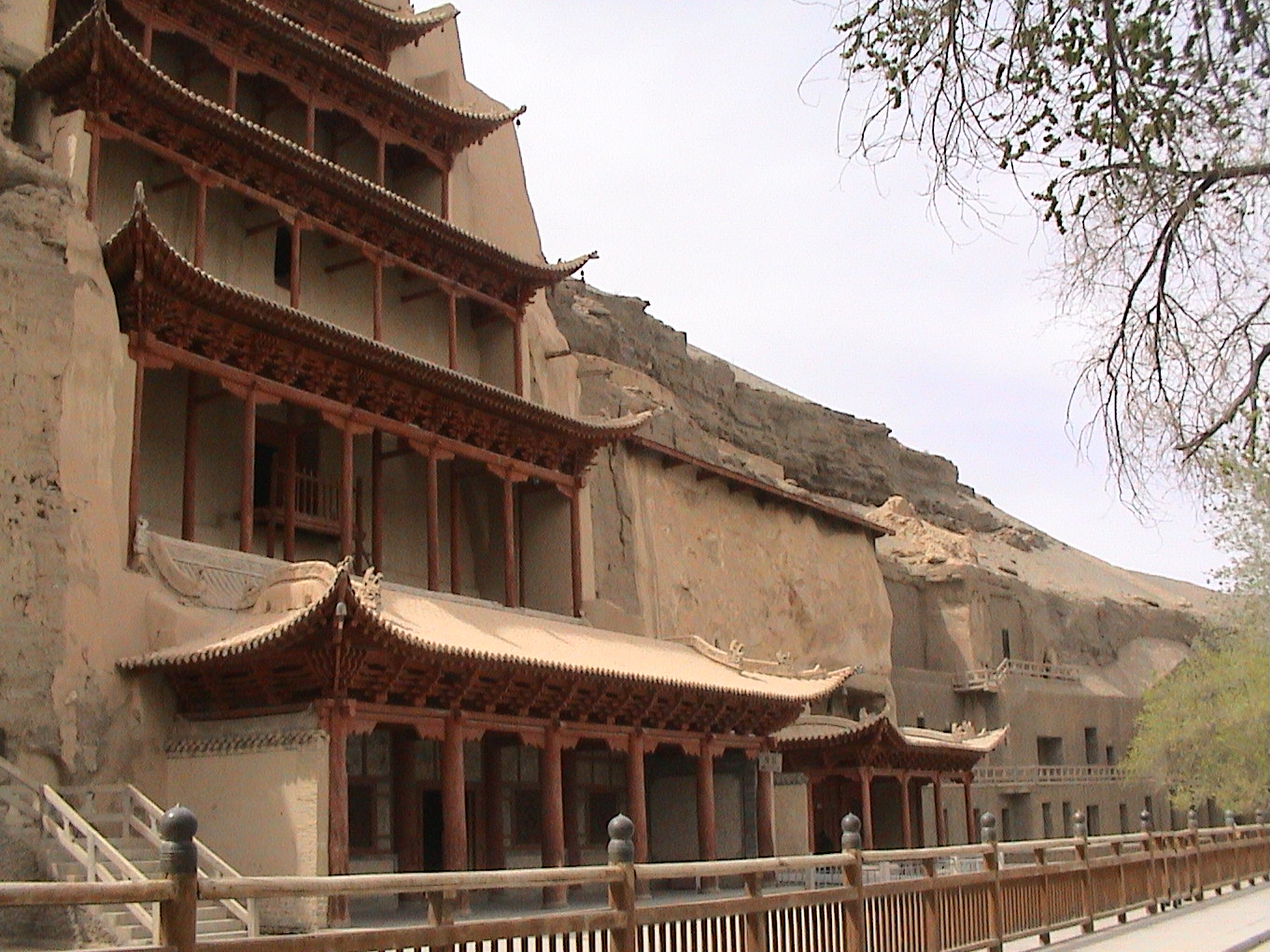
غار موگای
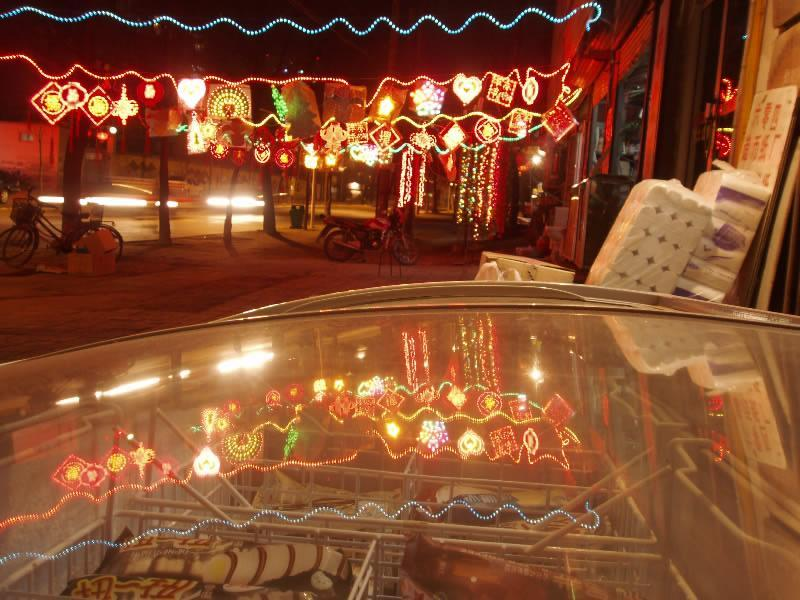
جشن فانوس
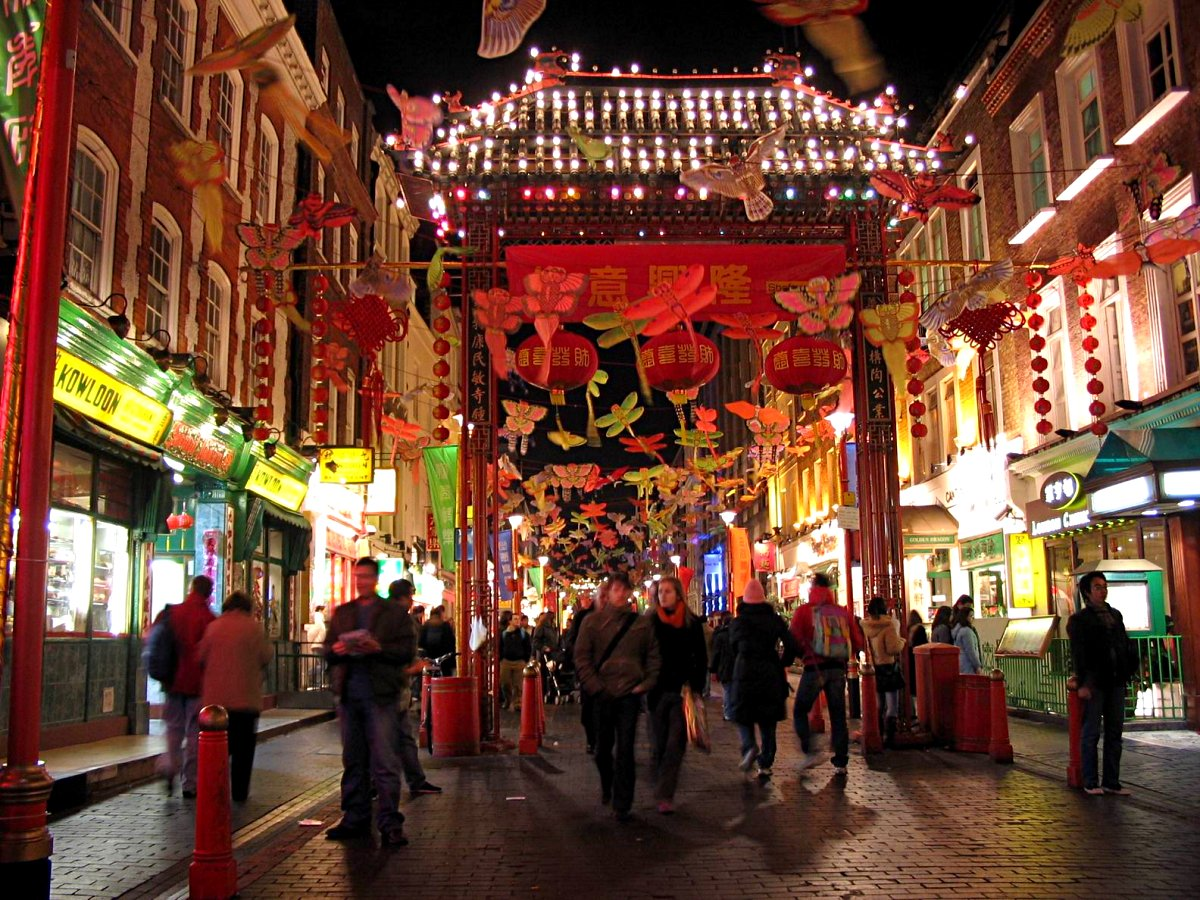
سال نوی چینی
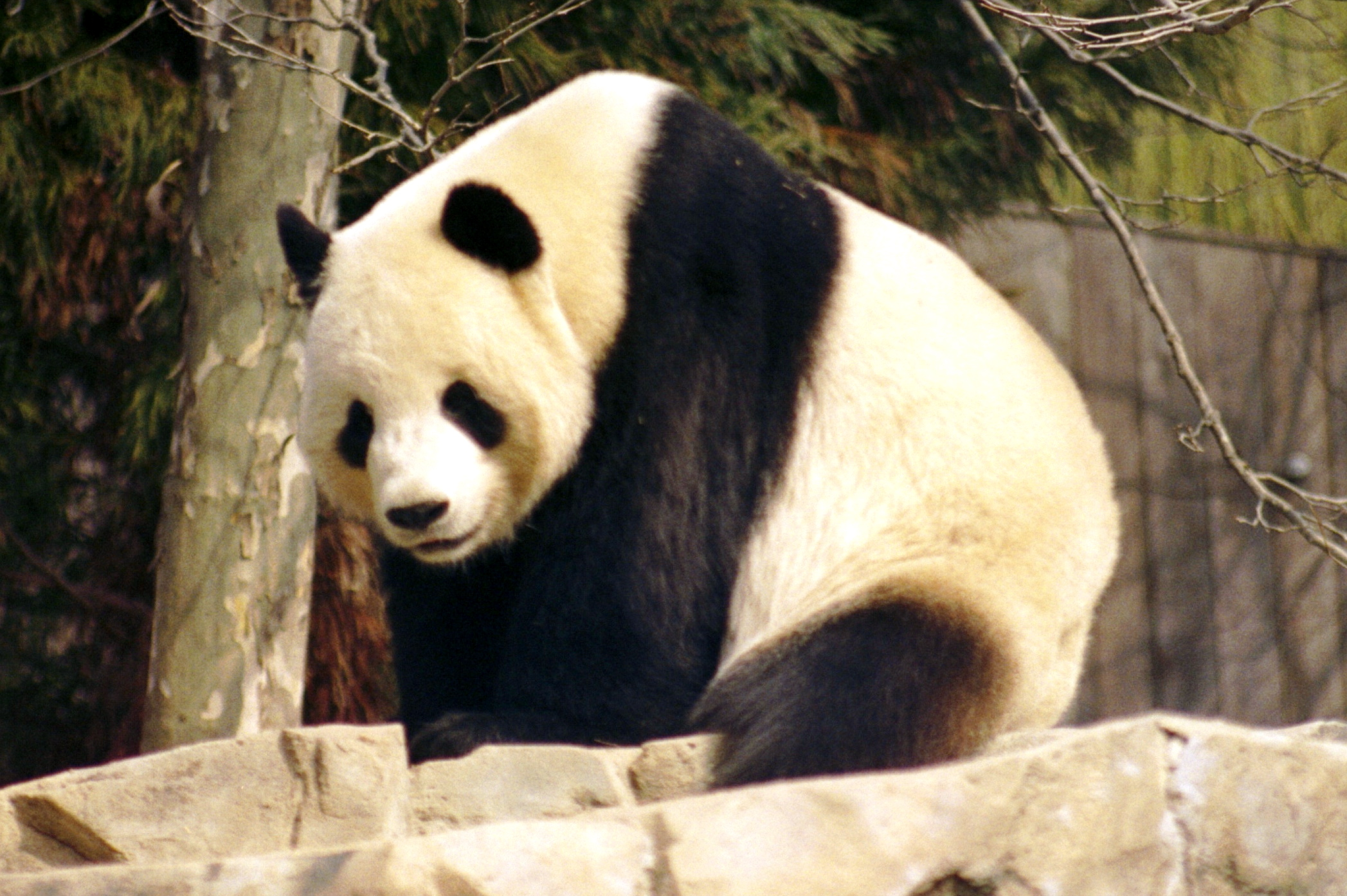
پاندا

### انگستان

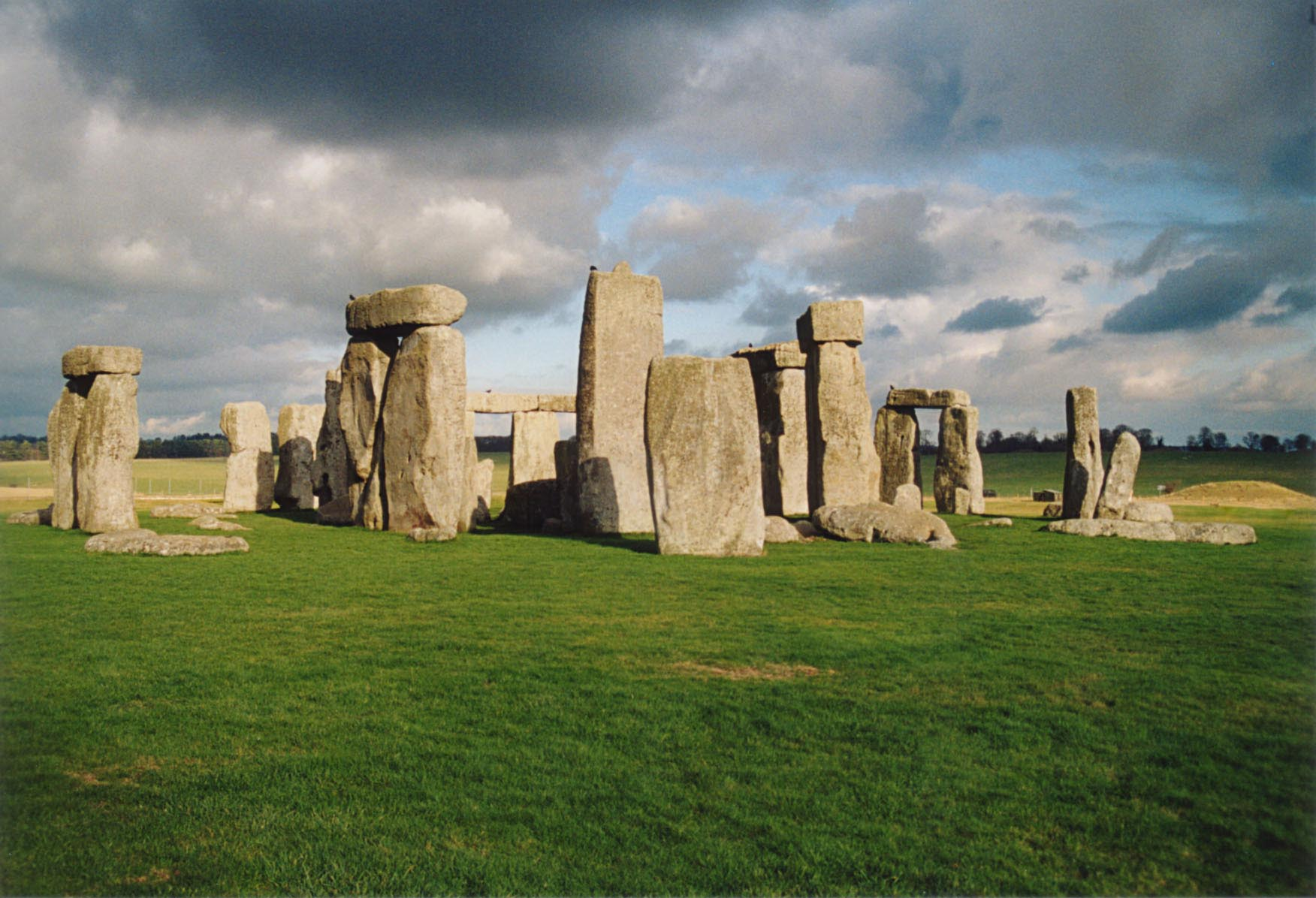
استون‌هنج
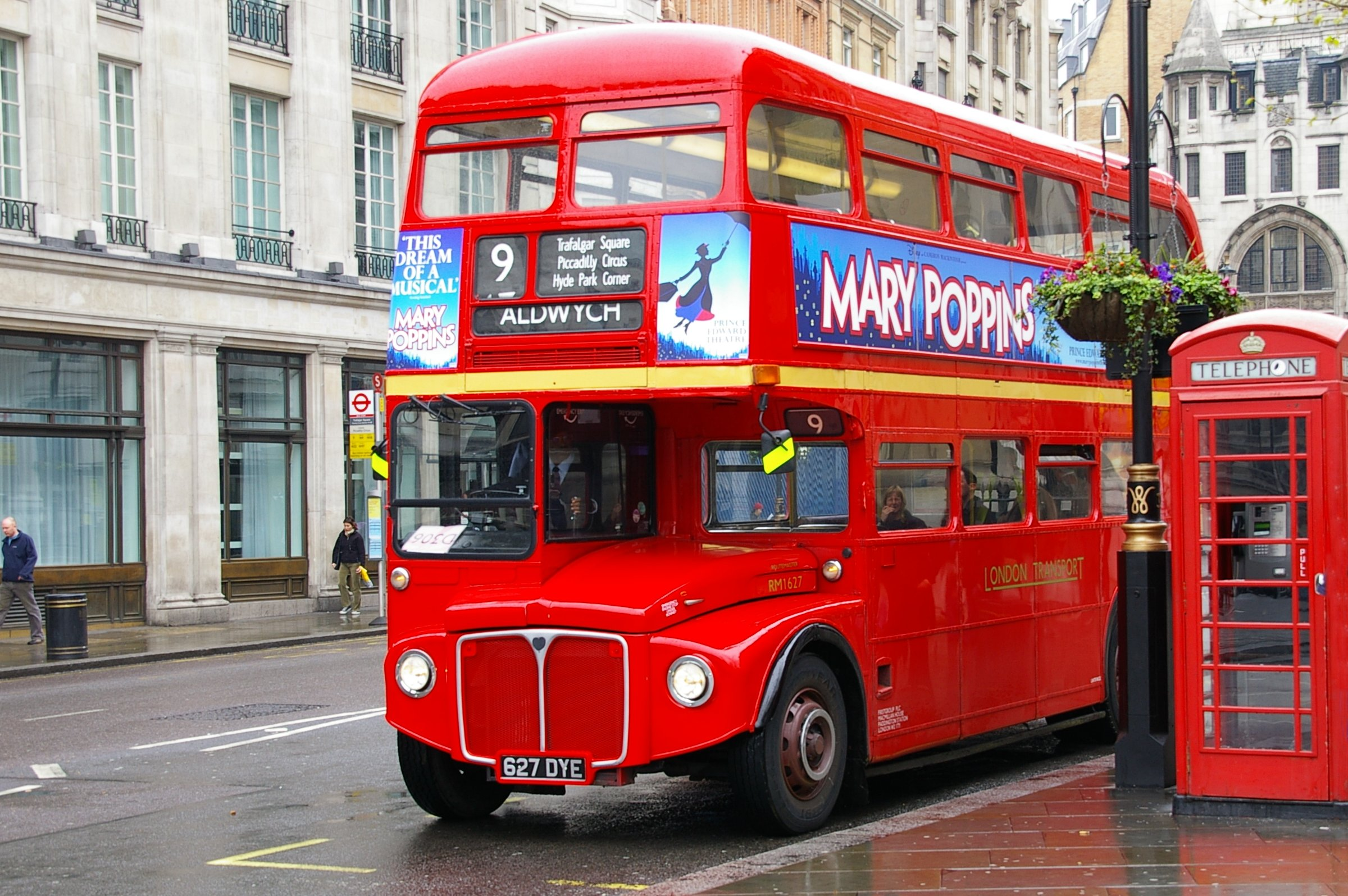
اتوبوس لندن
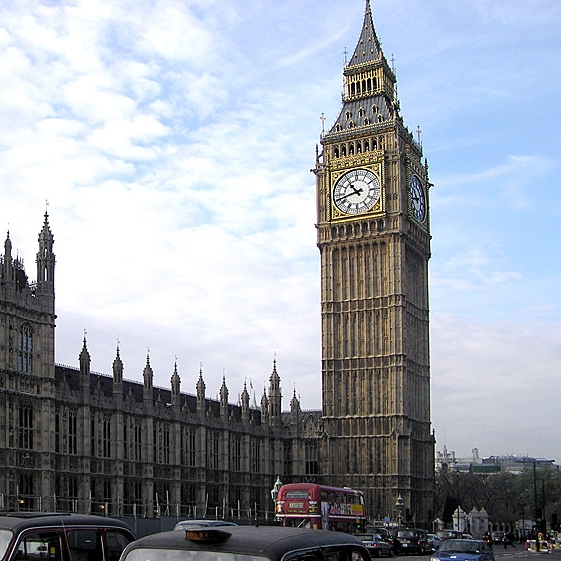
ساعت بیگ بن
بیتلز
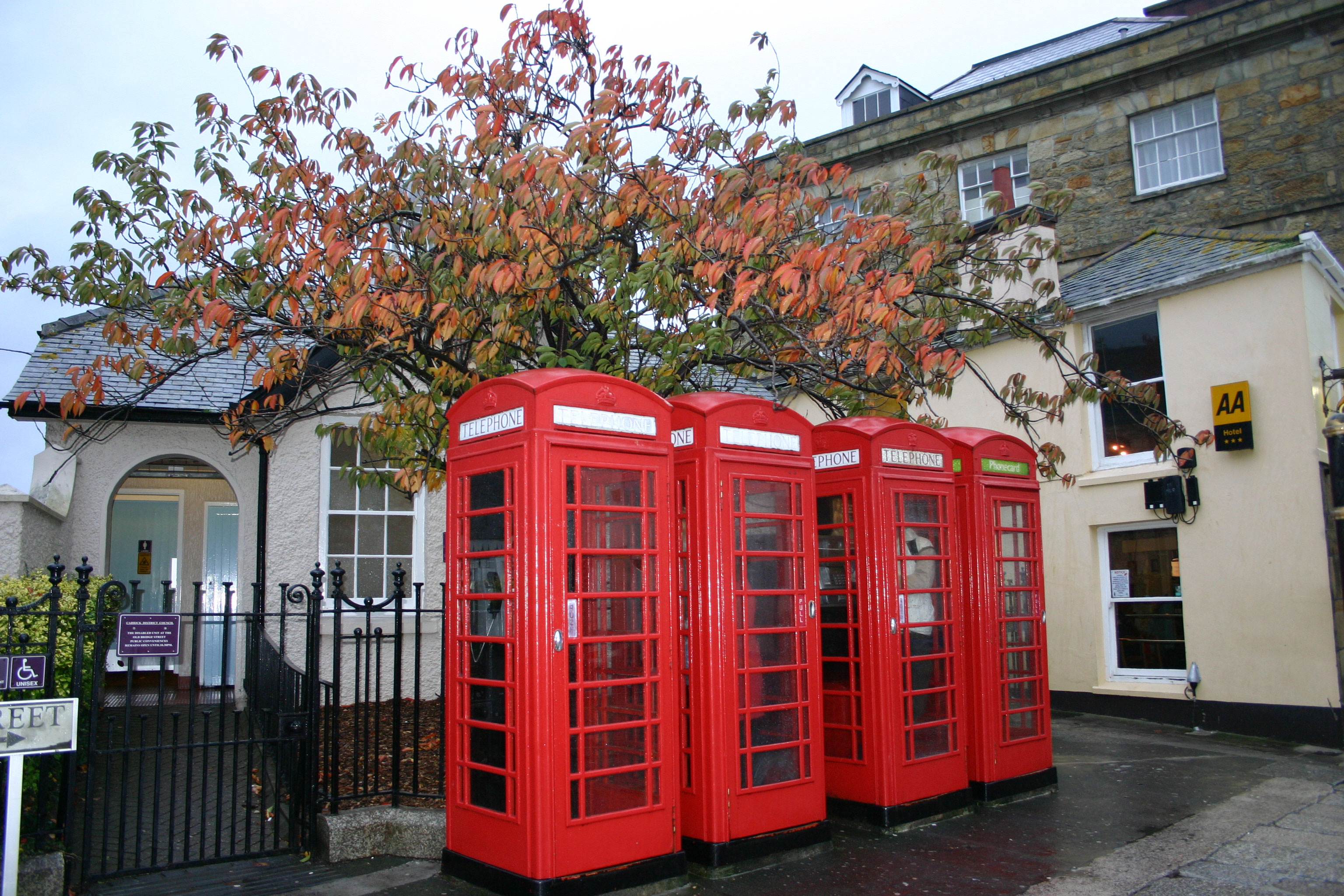
کیوسک تلفن

### مصر

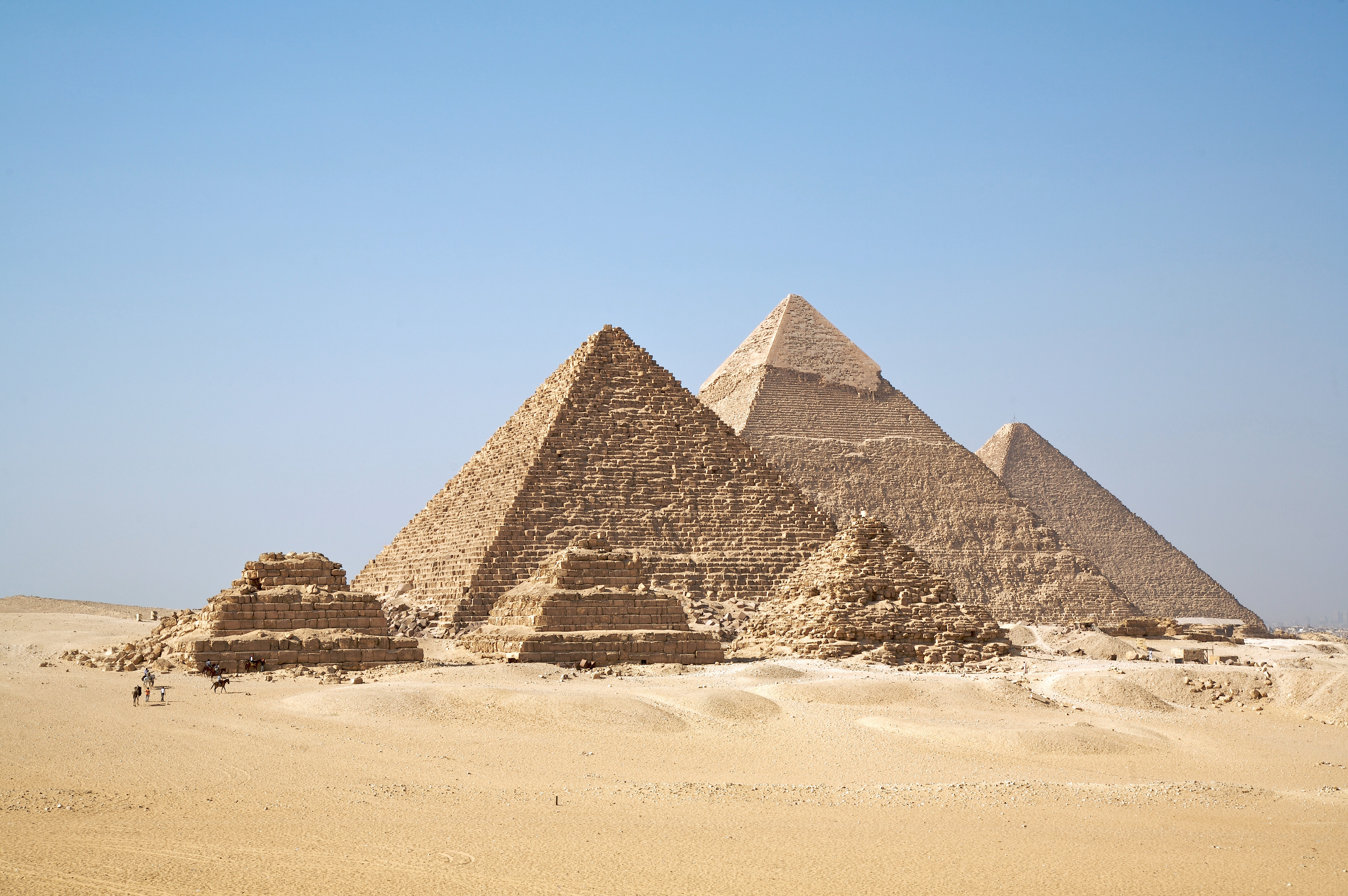
مجموعه اهرام جیزه

### استرالیا

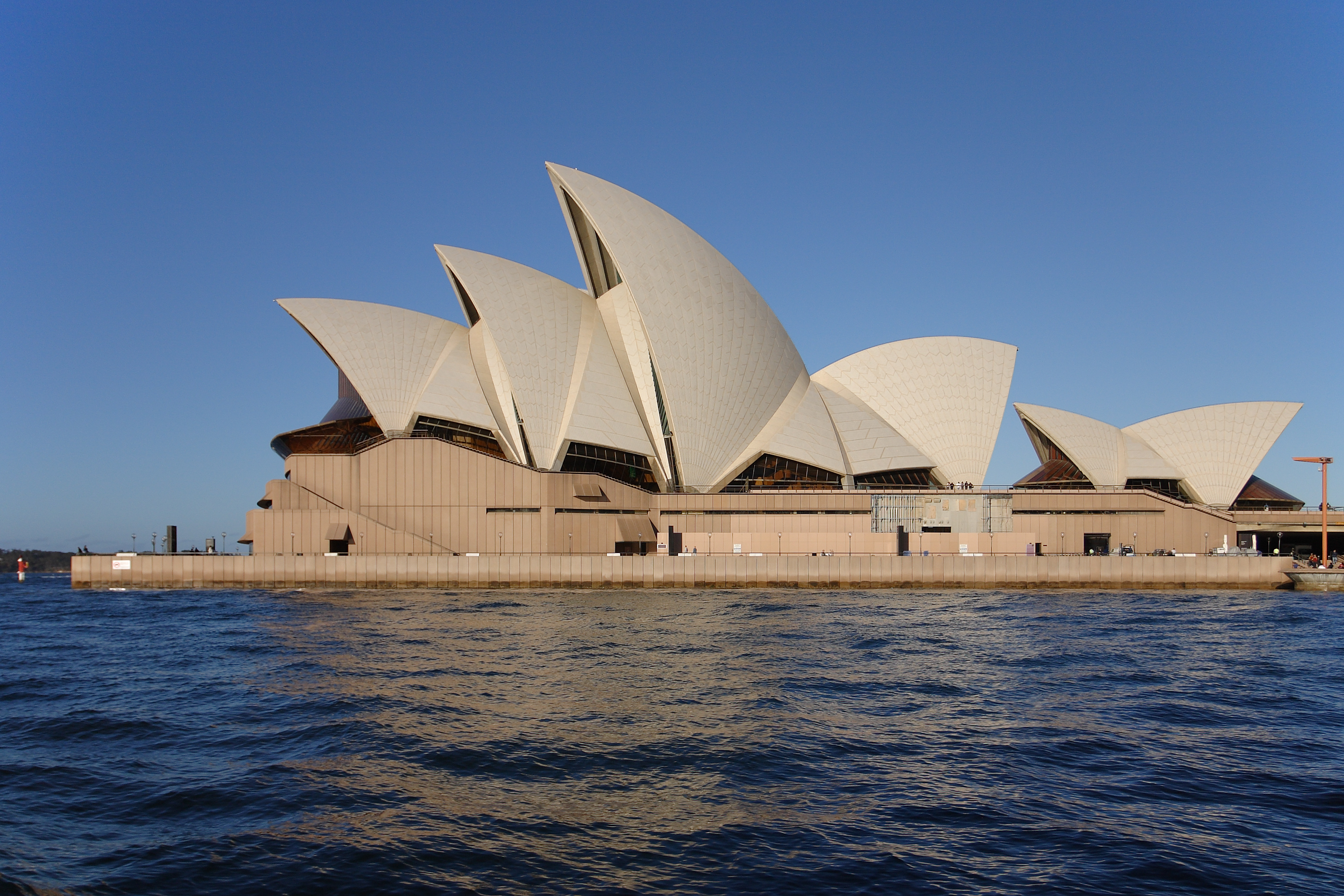
خانه اپرای سیدنی
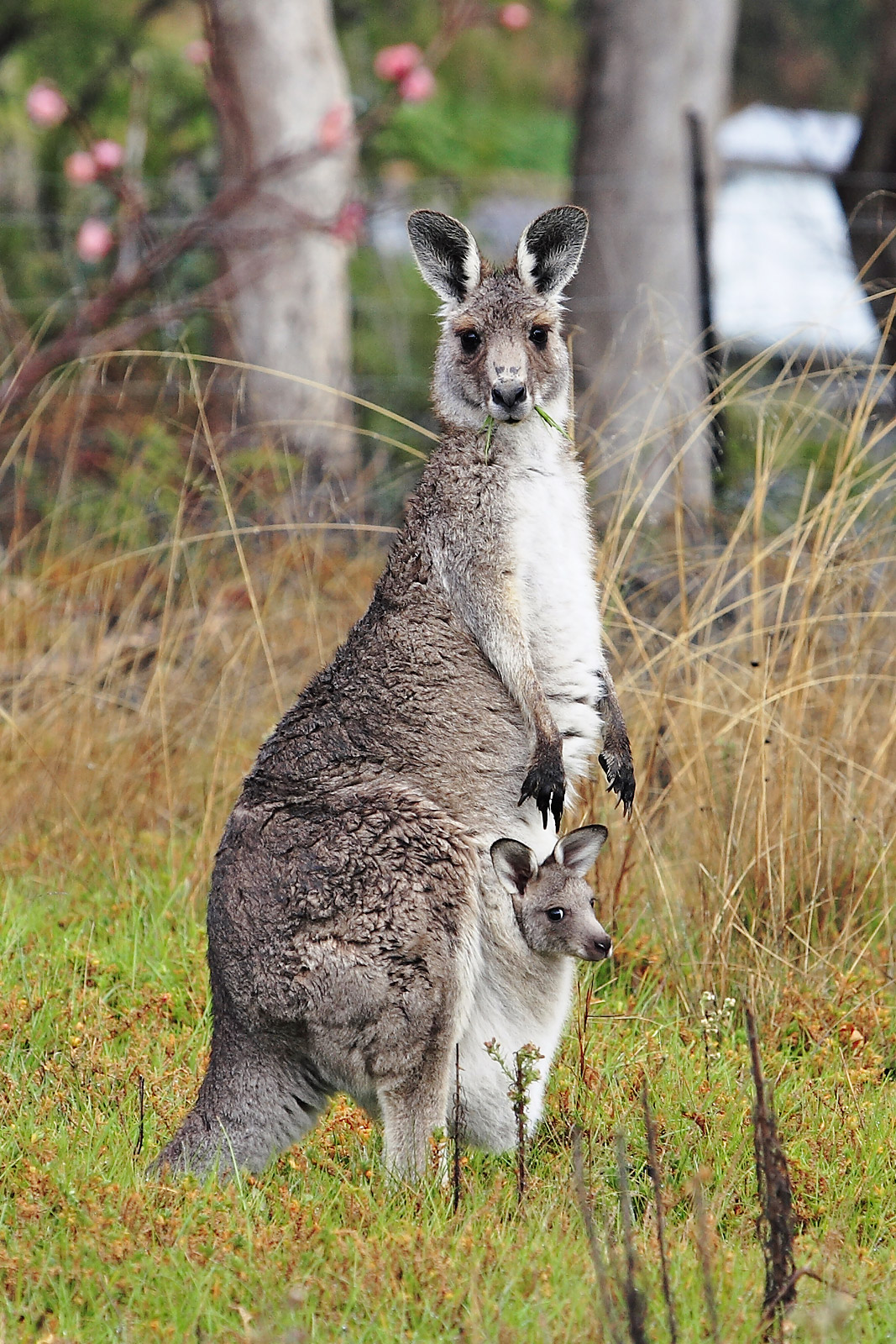
کانگورو
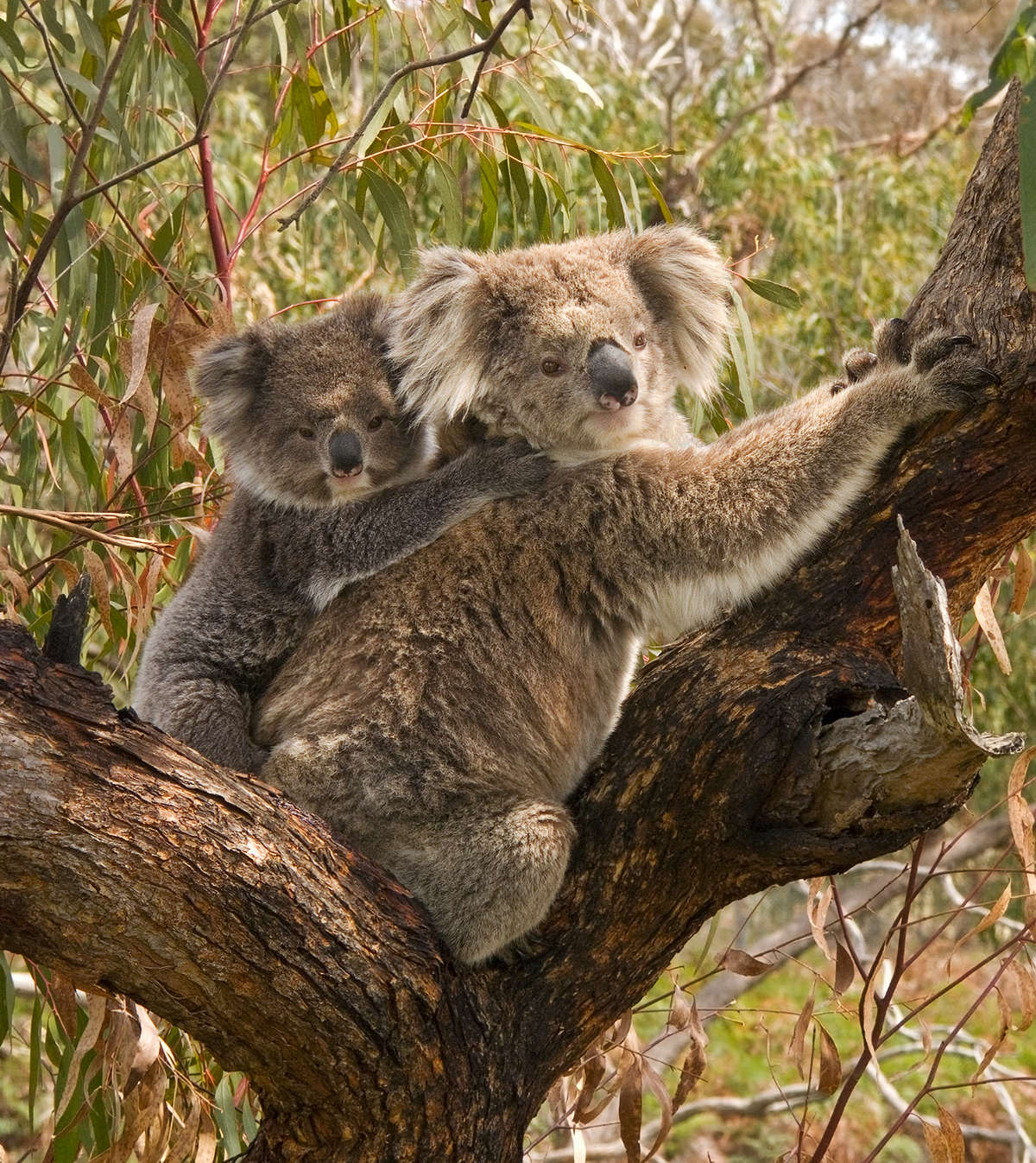
کوالا

### روسیه

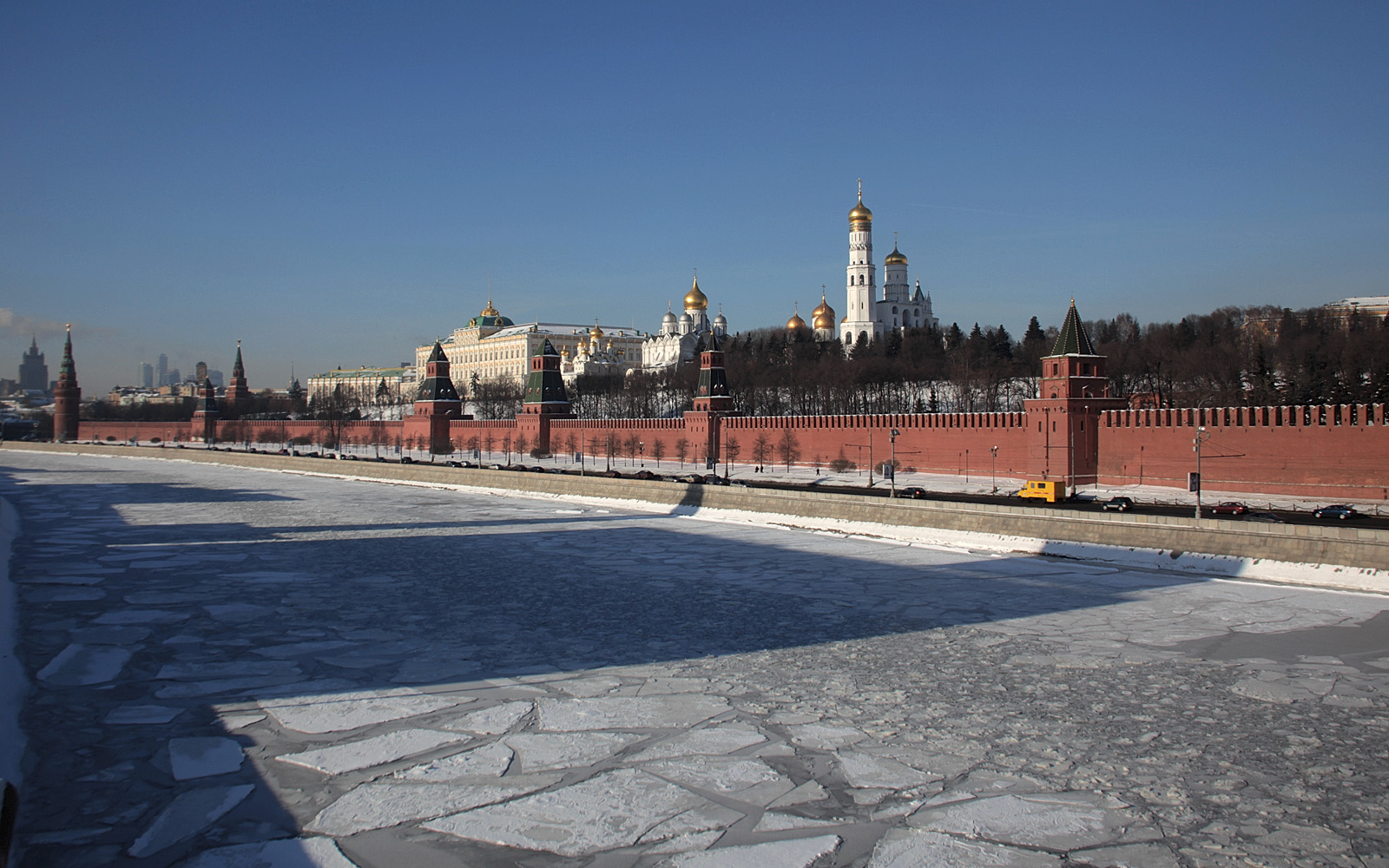
کرملین مسکو
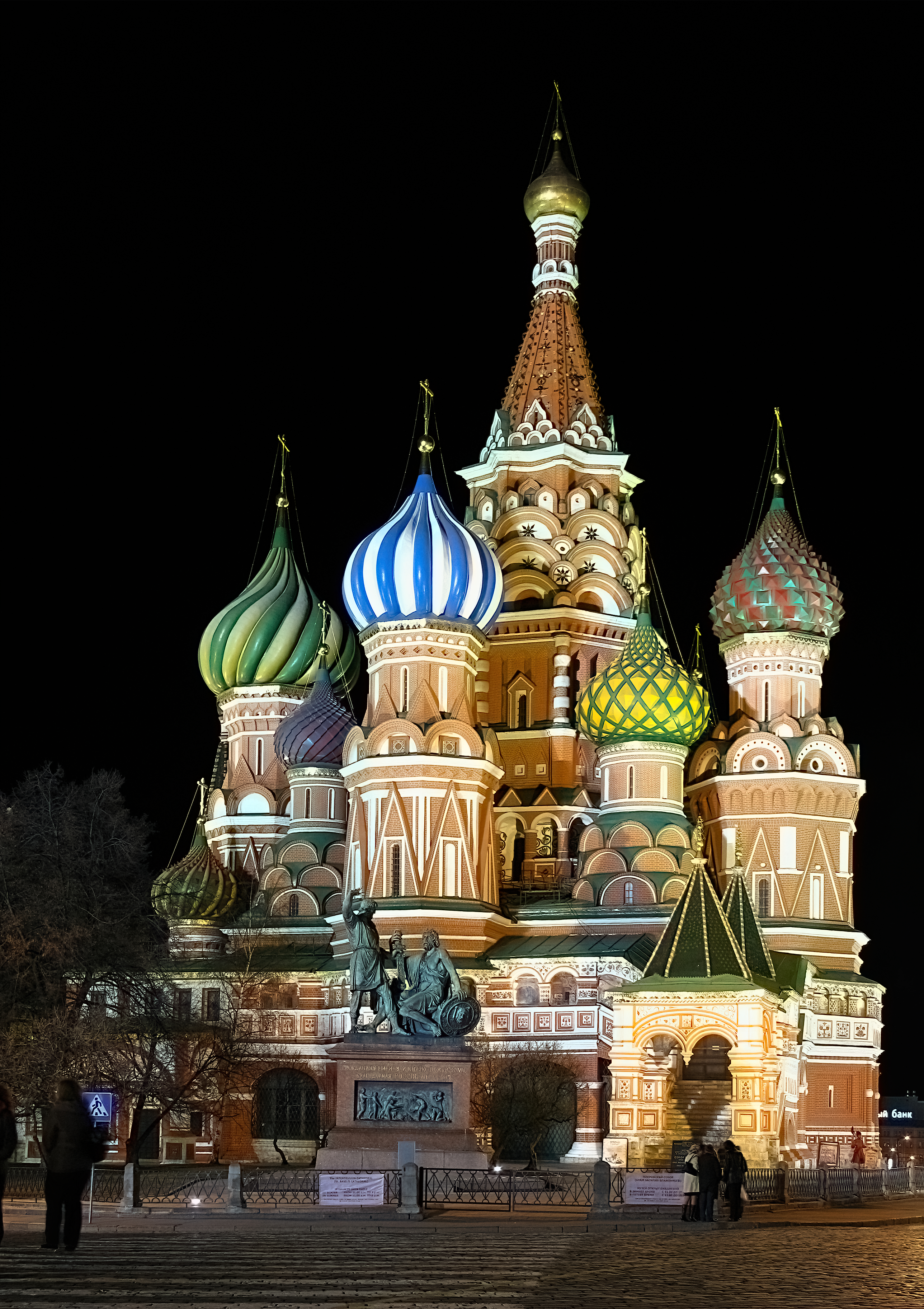
کلیسای جامع سنت باسیل
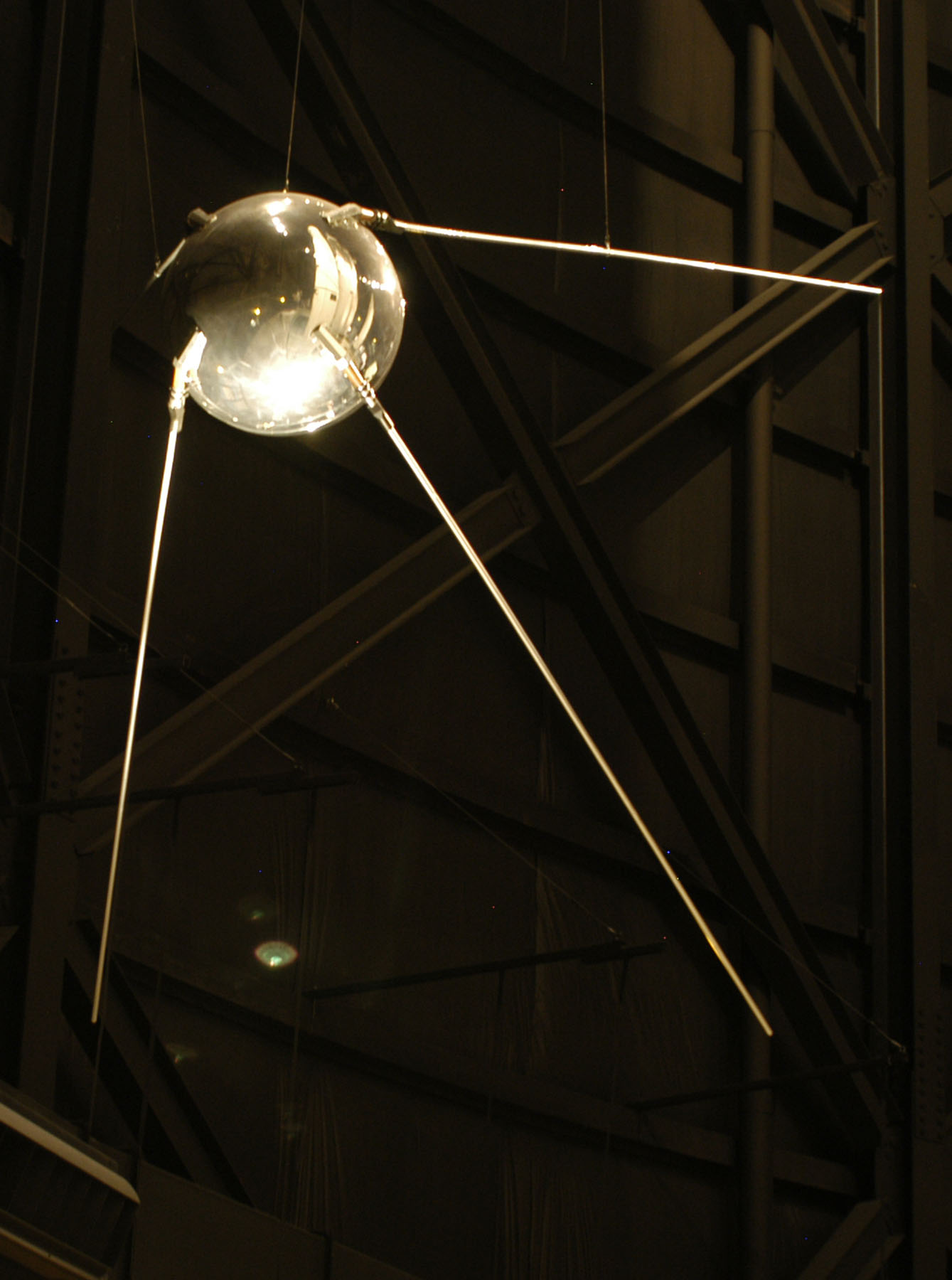
اسپوتنیک-۱
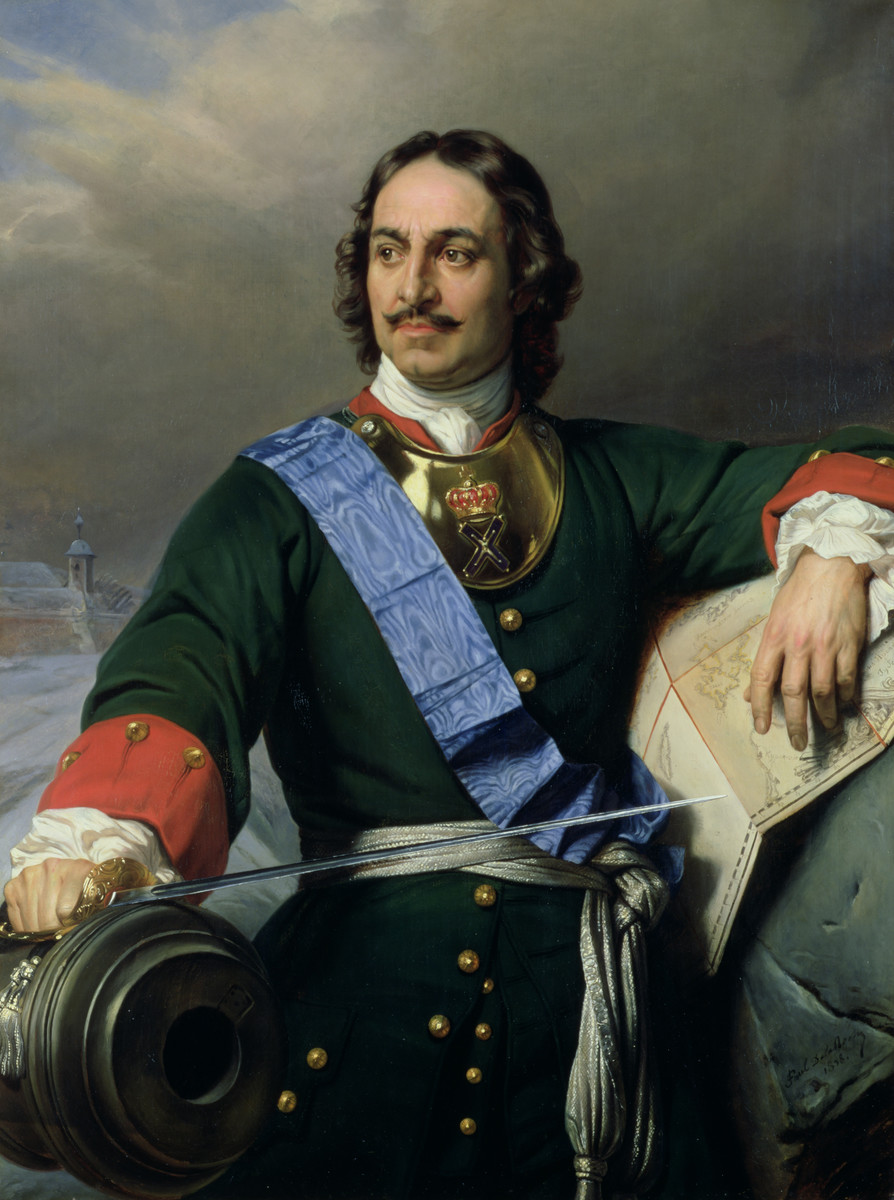
پتر یکم
پرچم اتحاد جماهیر شوروی
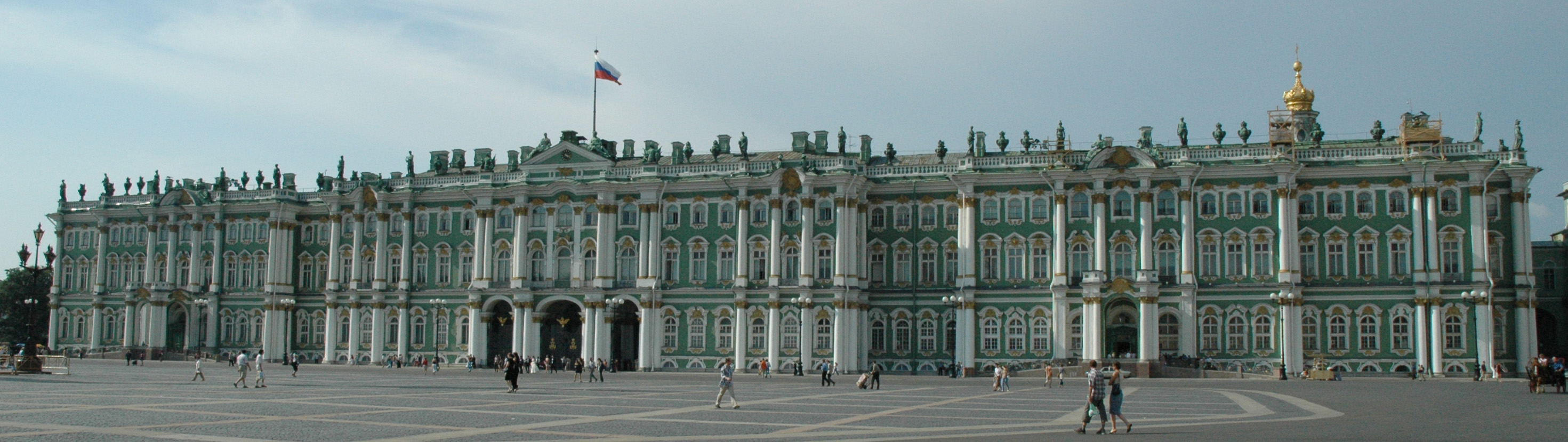
کاخ زمستانی